# غلوستر غلاديتور

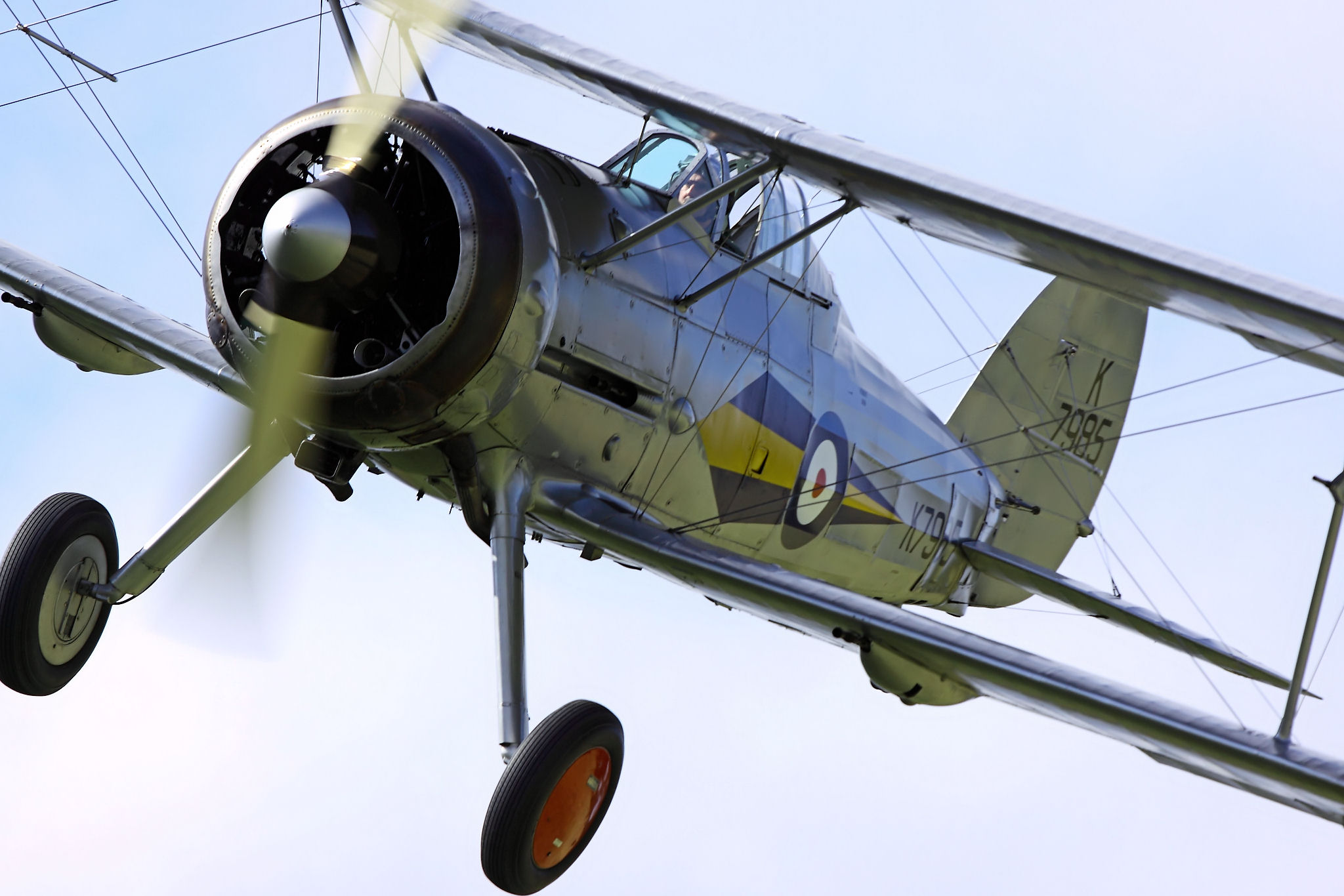
غلوستر غلاديتور في عرض مجموعة شاتلورث الجوي، 2010.

غلوستر غلاديتور (أو غلوستر اس اس.37) طائرة مقاتلة ثنائية السطح بريطانية الصنع. استُخدمت بواسطة القوات الجوية الملكية وأسطول الذراع الجوية (استخدم طراز غلاديتور المائية) وصُدرت لعدد من القوات الجوية الأخرى أثناء نهاية 1930.
كانت هذهالطائرة أخر طائرة مقاتلةثنائية السطح تستخدمهاالقوات الجوية الملكية حيث تم استخدام التصاميم أحادية السطح الجديدة بمجرد صدورها.
كان كثيرا ما يُدفع بالطائرة لمواجهة خصوماً أكثر قوة في الأيام الأولى من الحرب العالمية الثانية، ومع ذلك استطاعت أن تفرض نفسها بشكل جيد في القتال.
شاركت غلاديتور في كل العمليات تقريبا خلال الحرب العالمية الثانية مع العديد من القوات الجوية، التي كان بعضها مندول المحور (كانتالحرب العالمية الثانية بين تحالفين: دول المحور والحلفاء، وضمت دول المحور كل منألمانيا وإيطاليا واليابان). كما استخدمتها القوات الجوية الملكية البريطانية  في معركة فرنسا والحملة العسكرية على النرويج والحرب اليونانية الإيطالية وحصار مالطا، وفيالشرق الأوسط والحرب الأنجلو عراقية (كانت خلالها القوات الجوية العراقية مسلحة بنفس الطائرة أيضا).
من الدول الأخرى التي استخدمت غلاديتور كانت الصين ضد اليابان، وفي بداية 1938 استخدمتهافنلندا (مع المتطوعين السويديين) ضد الاتحاد السوفيتي فيحرب الشتاء وحرب الاستمرار، كما استخدمتها السويد بشكل محايد غير قتالي، واستخدمتهاالنرويج وبلجيكا واليونان في الدفاع عن أراضيهم ضد غزو دول المحور.
كان الطيار الجنوب أفريقي مارمادوك "بات" باتل أكثر من حقق انتصارات بطائرة غلاديتور بمجموع 15 انتصاراََ.

## التصميم والتطوير

### البدايات
خلال عام 1920 كانت الدفاعات الجوية البريطانية قائمة على قدرة طائرة إنترسيبتور على الطيران لمسافات قصيرة وبسرعة 150-200ميل/ساعة، ومع ذلك بحلول 1930 وجدت وزارة الطيران ‏ بدائل لتحل محل هذه الطائرة. على وجه الخصوص، كان هناك بعض الاستياء من مدى جودة الاعتماد على التصميم المستخدم سابقا والذي استخدم طيار واحد للطائرة، وزُودت الطائرة باثنين من المدافع الرشاش، حيث كانت المدافع الرشاش معرضة للتعطل دائما ولا يمكن الاعتماد عليها.
وضعت لجنة التخطيط الفني لوزارة الطيران مواصفات إف.7/30، التي سعت للحصول علىطائرة تبلغ سرعتها القصوى على الأقل 250ميل/ساعة (400 كم/ساعة)، ومسلحة بما لا يقل عن أربع بنادق ويمكن استخدامها بالليل والنهار.
اشتركت غلوستر في تطويرغلوستر جونتليت ‏، التي لم تكن في البداية مطابقة للمواصفات، إلا أنها أثبتت أهميتها بعد ذلك.
شجعت المواصفات أيضا على استخدام المحرك الخطي رولز-رويس جوشاوك ‏ المبرد بالتبخير، واستجابة لذلك أبرزت التقارير الصادرة من شركات طيران متعددة، محرك جوشاوك. ومع ذلك، أثبت محرك جوشاوك عدم إمكانية الاعتماد عليه (بسبب تعقيده الشديد ونظام تبريده الغير مطور) وعدم ملائمته للاستخدام في الطائرات المقاتلة، وبناء على ذلك توقف تطوير الطائرات التي كانت تنوي استخدام هذا المحرك. كان وضع صندوق حشوالمدفع الرشاش في متناول يد الطيار من المشاكل التي تواجدت في التصاميم المقدمة. وفي نفس الوقت أدى تطويرالمقاتلات أحادية السطح مثل هوكر هوريكان وسوبرمارين سبتفاير إلى إثارة الشك حول جدوى الحاجة المستقبلية لهذه الطائرات.
قررت غلوستر أنه بدلا من بداية كل التصاميم الجديدة من الصفر، فأنه يمكن استخدام مقاتلة جونتليت كأساس لتصنيع طائرة منافسة طبقا للمواصفات اف.7/30. بدأ تطوير الطائرة التي ستصبح فيما بعد غلاديتور كمشروع خاص عُرف داخليا في شركة غلوستر باسم اس اس.37، وترأس فريق التصميم هنري فولاند ‏. أجرى فولاند العديد من التغييرات لزيادة ملائمة الطائرة مع متطلبات المواصفات.  باستخدام أساليب تصميم الجناح المطورة بواسطة شركة طائرات هوكر، استُخدمت دعامات أحادية للأجنحة في المقاتلة الجدبدة بدلا من الدعامات الثنائية الموجودة في المقاتلة جونتليت، وبذلك تم الاستغناء عن زوج من الدعامات كتخفيض لاحتكاك المائع. كما تم اختيار المحرك الشعاعي بريستول ميركيري إم.إي.30، البالغة قدرته 700 حصان (520 كيلو وات) لتشغيل طائرة اس اس.37، والذي أدى لرفع الأداء عما كانت عليه جونتليت. كان هناك خيار تصميمي آخر وهو استخدام دعامة ناتئة لعجلات الهبوط، والتي اشتملت على دعامات دوتي داخلية نابضة للعجلات.

### نموذج أولي

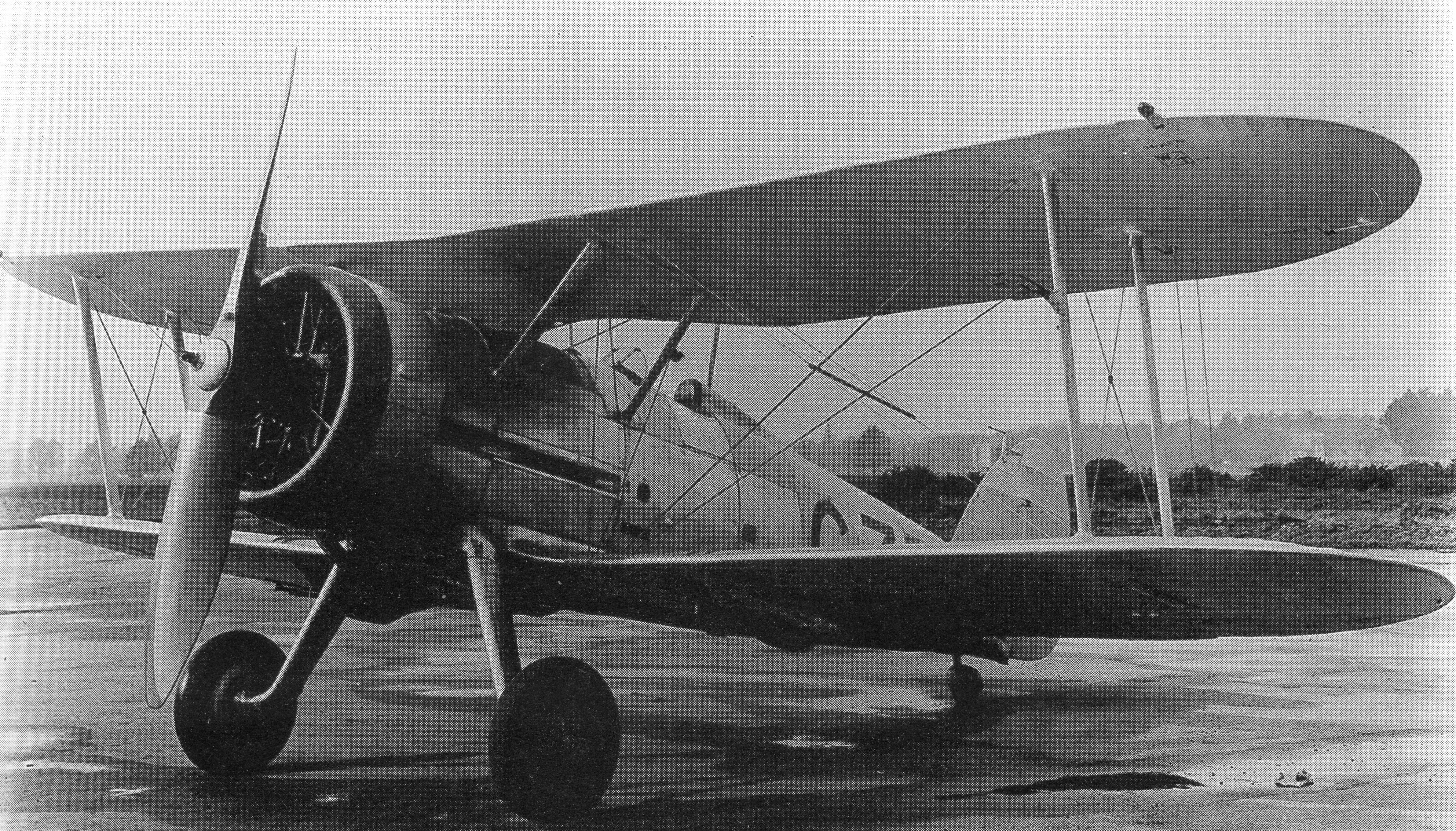
النموذج الأول من غلاديتور، مستخدمة هيكل جونتليت، جي-7، سُميت لاحقا كيه 5200.أبريل 1935.

في ربيع عام 1934، شرعت غلوستر في تصنيع نموذج اس اس.37. في 12 سبتمبر 1934، أتم النموذج اس اس.37 أول طيران له بقيادة جيري ساير ‏ رئيس طياري اختبار غلوستر. في البداية شُغلت الطائرة بواسطة محرك ميركيري 4 البالغة قدرته 530 حصان (400 كيلو وات)، ثم استُبدل سريعا بمحرك ميركيري 6 اس البالغة قدرته 645حصان (418كيلو وات). أثناء اختبارات الطيران وصل النموذج لسرعة قصوى قدرها 242ميل/ساعة (389 كم/ساعة، 210 عقدة)، بينما يحملالأسلحة الأربعة المطلوبة: مدافع رشاش 303 بوصة (7.7 مم) (مدفعين رشاش متزامنين من طراز بنادق فيكرز، موضوعين في هيكل الطائرة، ومدفعين طرازبنادق لويس موضوعين تحت الجناح السفلي). طبقا لكاتب الطيران فرانسيس كيه. ماسون، تبنت وزارة الطيران موقفا مشككا تجاه الطائرة التي تحقق ذلك الأداء باستخدام محرك شعاعي، لذلك قامت بتمويل سلسلة من تجارب التقييم.
في الثالث من أبريل عام 1935، انتقل النموذج لسلاح الجو الملكي، وحمل المسمى الجديد كيه 5200 ثم خضع لمجموعة من التجارب التشغيلية. في نفس الوقت بدأت غلوستر بالتخطيط لنسخة أكثر تطوراََ من الطائرة باستخدام محرك ميركيري 9، 840حصان (630 كيلو وات)، ومروحة دافعة خشبية مكونة من شفرتين ومكابح عجلات مطورة ومقصورة قيادة مغلقة بالكامل. خضعت كيه 5200 لاحقا لتعديلات تجريبية بغرض إنتاج الطائرة، من ضمنها إضافة غطاء منزلق لمقصورة القيادة.
في يونيو 1935، اقتُرحت الخطط الانتاجية للطائرة، وبعد مرور أسبوعين وُضعت مواصفات الإنتاج، مواصفات اف.35/14. تأثرت هذه العملية جزئياََ بالأحداث الجارية فيأوروبا، مثل غزوإيطاليا الفاشية لأثيوبيا، وصعود أدولف هتلر إلى السلطة في ألمانيا، واستجابة للحكومة البريطانية التي كلفت ببدء توسع عاجللسلاح الجو الملكي لمواجهة التهديدات الطارئة. أدى كل هذا لإنتاج طلبية أولى مكونة من 23طائرة، وفي 1 يوليو 1935 سُميت الطائرة رسميا باسم غلاديتور.

### الإنتاج
بدأ تصنيع غلاديتور في منشأة غلوستر بقرية هكلكوت. أُجري إنتاج الدفعة الأولى في وقت واحد، مما أدى إلى انتهاء العديد من الطائرات في نفس الوقت. في 16 فبراير 1937، استلم سلاح الجو الملكي البريطاني أول طائرة غلاديتور منتجة، وفي 4 مارس 1937، تم تسليم كيه 6151 آخر طائرة من دفعة الإنتاج الأولى. في سبتمبر1935، طلبت وزارة الطيران طلبية مقدارها 180 طائرة بشرط أن تُسلم كل الطائرات قبل نهاية عام 1937.
استُلمت النسخة الأولى من غلاديتور إم كيه 1 منذ يوليو 1936، وتم تشغيلها في يناير 1937. تبعها سريعا غلاديتور إم كيه 2، مع اختلاف طفيف حيث استخدمت محركميركيري 8 ايه اس الأكثر قدرة، مع صناديق تحكم في خليط الوقود والهواء من طراز هوبسون، مزودة جزئيا بمكربن هواء ألي التحكم، ويقود المحرك مروحة دافعة معدنية طراز فيري من ثلاث شفرات بدلا منالمروحة الدافعة الخشبية ذات الشفرتين الموجودة في إم كيه 1.
حملت أيضا كل طائرات إم كيه 2 مدافع رشاش 0.303 بوصة، طراز براونينج (صُنعت بترخيص بواسطة شركة بي اس ايه في برمنجهام) بدلا من مدافع رشاش فيكرز-لويس التي كانت في إم كيه 1. طُورت نسخة من إم كيه 2 لصالح أسطول الذراع الجوي، مزودة بخطاف تباطئ ‏ وأداة إطلاق، وهيكل مقوى له جزء معدني أسفل الهيكل لقوارب النجاة، كل ذلك من أجل العمل على حاملات الطائرات صُنعت أو عُدلت حوالي 98 طائرة إلى غلاديتور المائية، وبقيت 54 طائرة في الخدمة مع انتهاء الحرب العالمية الثانية.
كانت طائرة غلاديتور المقاتلة، آخرمقاتلة بريطانية ثنائية السطح يتم تصنيعها، وأول مقاتلة بمقصورة قيادة مغلقة.حققت الطائرة سرعة قصوى بلغت 257 ميل/ساعة (414 كم/ساعة، 223 عقدة)، لكن بمجرد تقديم طائرة غلاديتور، كان قد تم حجبها بالفعل بواسطة جيل جديد من المقاتلات أحادية السطح، مثل مقاتلات سلاح الجو الملكي هوكر هوريكان وسوبرمارين سبتفاير، ومقاتلة سلاح الجو الألمانيمسرشميت بي اف 109. بلغ الإنتاج الأجمالي 747 طائرة (483لسلاح الجو الملكي البريطاني و98 للأسطول الملكي البريطاني)، من ضمنهم 216 طائرة تم تصديرهم إلى 13 دولة، بعض من هذه الطائرات كان من ضمن المخصصلسلاح الجو الملكي البريطاني. بيعت طائرات غلاديتور إلى بلجيكا والصين ومصر وفنلندا وفرنسا الحرة واليونان والعراق وأيرلندا ولاتفيا وليتوانيا والنرويج والبرتغال وجنوب أفريقيا والسويد.

## التاريخ التشغيلي

### بداية الخدمة

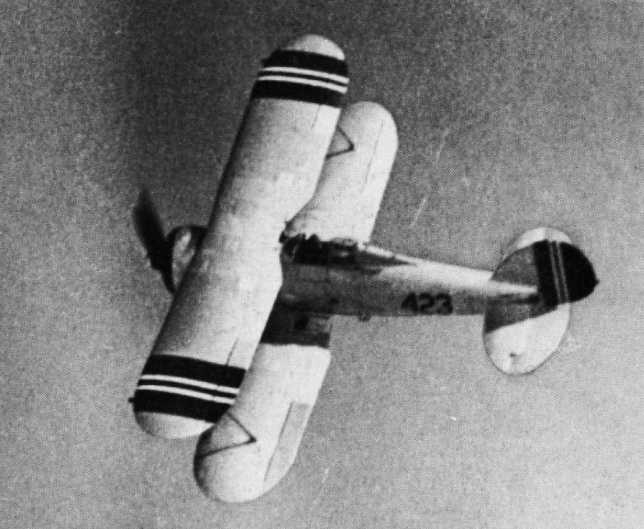
جلاستور غلاديتور 423، التابعة للقوات الجوية النرويجية في عام 1938-1940.

في فبراير 1937، أصبح السرب رقم 72 الموجود فيتانجمير أول سرب يُجهز بطائرات غلاديتور، واستمر السرب في استخدام طائرات غلاديتور حتى أبريل 1939، أكثر من أي وحدة في الخط الأمامي للجيش. بين مارس وأبريل من عام 1937، تسلم السرب رقم 3 في كينلي طائرات غلاديتور المتبقية من الدفعة الأولى المنتجة، ليستبدلوا بها طائراتهم القديمة طراز بريستول بول دوج ‏.  أثبتت الخدمة الاولية للطائرة وجود مشكلة فيبنادق فيكرز، مما أدى إلى تسليح غلاديتور سريعا بمدافع رشاش براونينج إم 1919،  303 بوصة (7.7 مم)، التي كانت أكثر شيوعا حيث لا يتم استخدام أنواع أخرى إلا إذا اقتضت الحاجة. في 27 مارس عام 1937، أصبح السرب رقم 54 المتواجد في هورنتشرتش أول وحدة تستلم طائرات غلاديتور مسلحة بمدافع رشاش براونينج.
بحلول سبتمبر 1937، كانت أسراب غلاديتور الثمانية قد حققت حالة الاستنفار، وأصبحت تشكل رأس الحربة لدفاع لندن الجوي. ظهرت المشاكل مع تقديم الطائرة، برغم أن غلاديتور كانت مفضلة من قبل الطيارين إلا أن معدل الحوادث التي حدثت أثناء التدريب التشغيلي كانت هائلة للدرجة أنه تم إنتاج دفعة عاجلة مكونة من 28 طائرة غلاديتور إم كيه 2 اس بديلا عن الطائرات المحطمة. معظم الحوادث كانت بسبب وقوع الطيارين في منطقة زيادة التحميل على جناح الطائرة، كما أن العديد من الطيارين كانت لديهم خبرة قليلة في الهبوط بطائرة ذات مساحة جناح كبيرة.  كانت الطائرة تميل إلى التوقف بشكل مفاجئ، وبشكل متكرر ينخفض مستوى ارتفاعها أثناء ذلك. أكدت غلاديتور على سهولة سقوطها بشكل دوامي أفقي، مع الحاجة إلى مهارة كبيرة لاسترداد استقرارها. 
خلال عام 1938، بدأ سلاح الجو الملكي البريطاني تسلم أول طلبيات طائرات هوريكان وسبتفاير أحادية السطح. سرعان ما تم التركيز على إعادة تجهيز نصف أسراب غلاديتور سريعا، بأيا من هذه الأنواع أحادية السطح. مع اندلاع الحرب العالمية الثانية، استُبدلت غلاديتور بشكل كبير بطائراتهوريكان وسبتفاير أحادية السطح، في الخط الأمامي من الخدمة في سلاح الجو الملكي البريطاني. خُفف إمداد هذه الطائرات بسبب وجود غلاديتور، حيث شهدت الأسراب التي قد استخدمت غلاديتور قبل التحويل للطائرات أحادية السطح، تحسن ملحوظ في سجل الحوادث عن تلكالطائرات التي طُورت من الأنواع القديمة مثل جونتليت. الخبرات مثل تشغيل أجنحة الهبوط المتحركة لغلاديتور والألفة مع غطاء مقصورة الطيار المنزلق، ساهم بشكل إيجابي على الطيار.
على الرغم من أن معظم الطائرات وزعت للدفاع عن معظمالجزر البريطانية، إلا أن الحاجة للدفاع عن طرق التجارة البريطانية خلال المستعمرات الخارجيةللأمبراطورية البريطانية، دفعتسلاح الجو الملكي لإعادة توزيع طائرات غلاديتور فيالشرق الأوسط للدفاع عن المستعمرات وقناة السويس. شهدت غلاديتور العديد من الاحداث أثناء المراحل الأولى من الحرب، من ضمنها مشاركتها في الحملات الفرنسية والنرويجية، بالإضافة إلى حملات فرعية متعددة.

### الصين

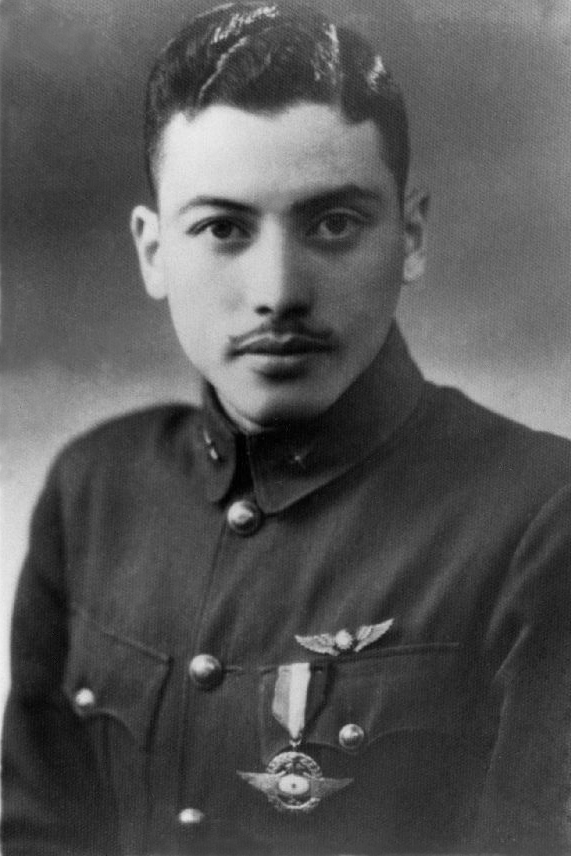
أرثر تشين (بالصينية: 陳瑞鈿) كان مهندسا في الجيش الصيني أثناء الحرب العالمية الثانية.

في أكتوبر 1937، طلبت الحكومة المركزية الصينية 36طائرة غلاديتور 1 اس، سُلمت على دفعتين إلى جوانزو من خلالهونغ كونغ. استخدمت طائرات غلاديتور الصينية مدافع رشاش براونينج إم 1919، لإطلاقرصاصات 0.3-0.6 سبرينجفيلد الأمريكية التي كانت الذخيرة الرئيسيةللقوات الجوية الصينية. بحلول فبراير 1938، كانت هذه الطائرات قد جُمعت في سربين وأقلم الطيارون الصينيون أنفسهم عليها.  بدات غلوستر غلاديتور القتال في 24 فبراير 1938. في ذلك اليوم في منطقةنانجينج، أسقط الطيار الصيني الأمريكي جون ونج سون-سوهي (اسم الشهرة «الجاموس») أول ضحية لغلاديتور، مقاتلة الأسطول الياباني ميستوبيشي ايه 5 إم كلود ‏. أُعتقد أن ونج قد أسقط طائرتين ايه 5 إم، بعد العثور على حطام مقاتلتين يابانيتين. أثناء هذا الاشتباك تحطمت طائرتين من غلاديتور الصينية.
سجلت طائرات غلاديتور الصينية العديد من الانتصارات على الطائرات اليابانية من عام 1938 إلى 1940 خلال الحرب الصينية اليابانية الثانية. فيالصين، استُخدمتطائرات غلاديتور بواسطة الأسراب 28 و 29 و 32 من المجموعة الثالثة. اعتبر الطيارون الصينيون طائرة غلاديتور مقاتلة رائعة بالنسبة لفئتها، لكنهم سرعان ما وجدوا صعوبة متزايدة في مواكبة المقاتلة الحديثة ايه 5 إم، بسبب نقص قطع الغيار نتيجة حذر استيراد الأسلحة، لذلك تم تسريح معظم طائرات غلاديتور المتبقية لتصبح طائرات تدريبية.  عندما دخلت الطائرة اليابانية الجديدة ميتسوبيشي ايه 6 إم إلى مسرح الأحداث، كان عهد طائرات غلاديتور قد ولى. الطيار الصيني-الأمريكي المولد جون ونج الملقب بالجاموس، أول طيار بطل لغلاديتور وأول طيار مقاتل أمريكي في الحرب العالمية الثانية، أُصيب في قتال مع طائرة ايه 6 إم في 14 مارس 1941، وتُوفي بعدها بأسبوعين متأثرا بجراحه.  كان جون وأرثر تشين ضمن مجموعة مكونة من 15 أمريكي من أصل صيني، شكلوا المجموعة الأساسية للطيارين الأمريكيين المتطوعين للقتال فيالصين. 

### حرب الشتاء الفنلندية وحرب الاستمرار
أثناء حرب الشتاء، حصلسلاح الجو الفنلندي على 30 مقاتلة إم كيه 2 من المملكة المتحدة، 10 منهم كانوا تبرع و20 تم شرائهم بواسطة سلاح الجو الفنلندي، وصلت جميع الطائرات بين 18 يناير و 16 فبراير من عام 1940، ودخلت أول طائرة للخدمة في 2 فبراير 1940. استمرت طائرات غلاديتور الفنلندية في الخدمة حتى عام 1945، لكن المقاتلات السوفيتية تفوقت عليها في حرب الاستمرار واستُخدمت الطائرات في الغالب للاستطلاع منذ عام 1941. حقق سلاح الجو الفنلندي 45 انتصارا جويا بواسطة 22 طيار باستخدام غلاديتور أثناءحرب الشتاء، وحققت انتصارا وحيدا أثناء حرب الاستمرار. تحطمت 12 طائرة غلاديتور في القتال أثناء حرب الشتاء، فيما تحطت ثلاثة طائرات أخرى أثناء حرب الاستمرار. حاز اثنان من الطيارين على لقب البطل باستخدم طائرة غلاديتور وهم: أوليفا تومينين ‏ (6 انتصارات) وبافو بيرج (5 انتصارات).

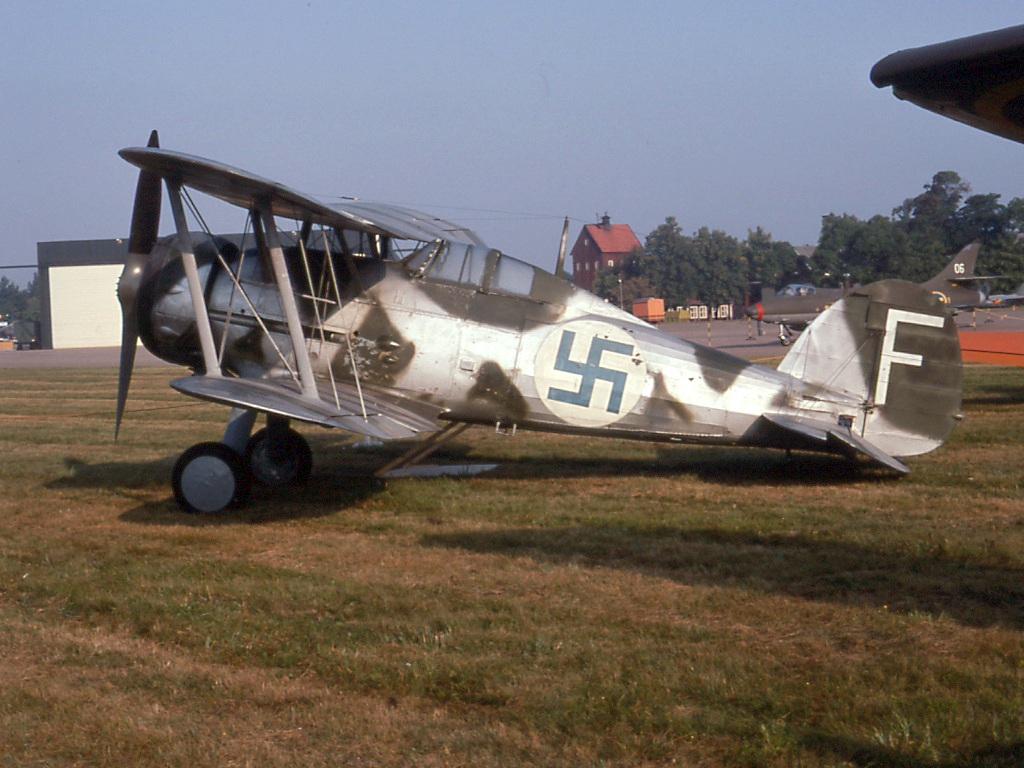
طائرة غلاديتور فنلندية محفوظة، عام 1976.

بجانب طائرات غلاديتور الخاصة بسلاح الجو الفنلندي، جُهزت أيضا القوات الجوية السويدية المتطوعة ‏ بطائرات غلاديتور عُرفت باسم جيه 8 اس (إم كيه 1 اس) وجيه 8 ايه اس (إم كيه 2 اس)، للدفاع عن الشمال الأقصى من فنلندا أثناء نهاية حرب الشتاء. وصل الفوج الجوي إف 9 إليإقليم لابي الفنلندي في 10 يناير 1940، وبقى هناك حتى انتهاء القتال. اشتمل الفوج على 12 مقاتلة غلاديتور إم كيه 2، فُقد اثنان منهم أثناء القتال و5 طائراتهوكر هارتقاذفات للقنابل، بالإضافة إلى طائرة اتصال راب-كاتزينستين أر كيه-26 ‏ وطائرة نقل يونكرز إف.13. كانت تلك الطائرات تخص القوات الجوية السويدية ويقودها سويديون لكنها كانت تتبع القوات الفنلندية. حققت الطائرات السويدية 8 انتصارات جوية ودمرت 4 طائرات على الأرض. كان هناك شئ واحد مثير للقلق، عندما كتب قائد الفوج إف 19 الكابتن بيورن بيوجرين في مذاكراته: أن القذائف المتتبعة المطلقة من مدافع رشاش طائرات غلاديتور كانت لا تشعل البنزين عند اختراقها لخزانات وقودقاذفات القنابل السوفيتية.

### الحرب المزيفة
في بداية الحرب العالمية الثانية وأثناء ما عُرف بالحرب المزيفة، نشرت بريطانيا قوات المشاة البريطانية فيفرنسا لتقاتل بجانب الجيش الفرنسي. كجزء من هذه القوات أُرسل سلاح الجو الملكي البريطاني ليشارك بطائرات مختلفة، من بينهما أسراب غلاديتور. قُلصت العمليات الأولية على الجانبين بسبب الشتاء، وبرغم ذلك، أعلنت ألمانيا خطة مانشتاين لغزو البلدان المنخفضة في 10 مايو عام 1940. شاركت طائرات غلاديتور التابعة لقوات المشاة البريطانية في خطة ديل، التي كانت هجوم مضاد للرد على القوات الألمانية، لكنه لم ينجح في ذلك.
من 10 مايو 1940 إلى 17 مايو، كان هناك طلب مستمر على طائرات غلاديتور في الجبهة الأمامية، حيث فُقد سريعا عدد هائل من الطائرات وأفراد طاقمها أثناء القتال السريع. في 18 مايو 1940، حطمت قنابلالقوات الجوية الألمانية العديد من طائرات غلاديتور وهوريكان التابعة لقوات المشاة البريطانية، وكان هذا بعد فترة قصيرة من انسحاب قوات المشاة إلىدونكيرك للإخلاء إلى البر الرئيسي.
حلقت طائرات غلاديتور عدة رحلات دورية، أدت إلى اشتباكات بالصدفة مع طائرات استطلاع القوات الجوية الألمانية. في 17 أكتوبر 1940، حققت طائرات غلاديتور البريطانية أول نجاح لها عندما أسقط السرب بي رقم 607 القارب الطائر دورنير دو 18 في بحر الشمال. في 10 أبريل 1941، أقلعت القوات الجوية البحرية 804 منحاملة الطائرات رناس هتستون في أوركني لاعتراض مجموعة من الطائرات الألمانية المقتربة، وأسقط القائد جون كلايتون كوكبيرن طائرة منهم.

### الحملة النرويجية

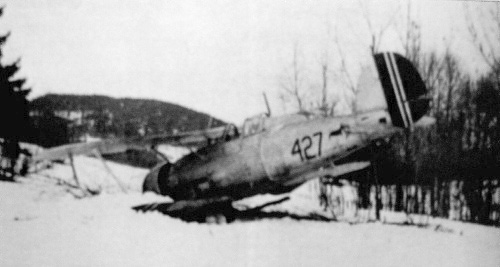
المقاتلة الجوية النرويجية الوحيدة، غلوستر غلاديتور 427، فقدت قائدها الرقيب سيشي في 9 أبريل 1940.

شهدت الحملة النرويجية قتال طائرات غلاديتور النرويجية والبريطانية معا ضد القوات الجوية الألمانية، وكانت الطائرات  النرويجية تقاتل دفاعا عن أوسلو في اليوم الأول من عملية فيزروبونج التابعة للغزو الألماني. قاتلت لاحقا، طائرات غلاديتور البريطانية لتوفير غطاء جوي لتعزيزات الحلفاء المرسلة لمساعدة الحكومة النرويجية.

#### المعركة النرويجية
أقام طيارون طائرات غلاديتور المقاتلة النرويجية في مطار فورنبو. في التاسع من أبريل، أول يوم من غزو النرويج، نجحت الطائرات السبعة التي في الخدمة في اسقاط 5طائرات ألمانية، اثنين منهم من طراز ماسرشميت بي إف 110، واثنين من طراز هنيكل إتش إي 111 قاذفات القنابل، وطائرة نقل واحدةلقوات المظلات من طرازيونكرز يو 52.  أُسقطت طائرة غلاديتور واحدة أثناء المعركة الجوية، بواسطة هيلموت لنت، بينما تعرضت طائرتين للهجوم والتحطم أثناء إعادة التزود بالوقود وإعادة التسليح في مطار فورنبو. أُمرت الأربعمقاتلات المتبقية أن تهبط حيث تستطيع بعيدا عن القاعدة. هبطت طائرات غلاديتور على بحيرات متجمدة بالقرب من أوسلو وهرب منها الطيارون، ثم خُرِبت بواسطة صيادون التذكارات المدنيين.

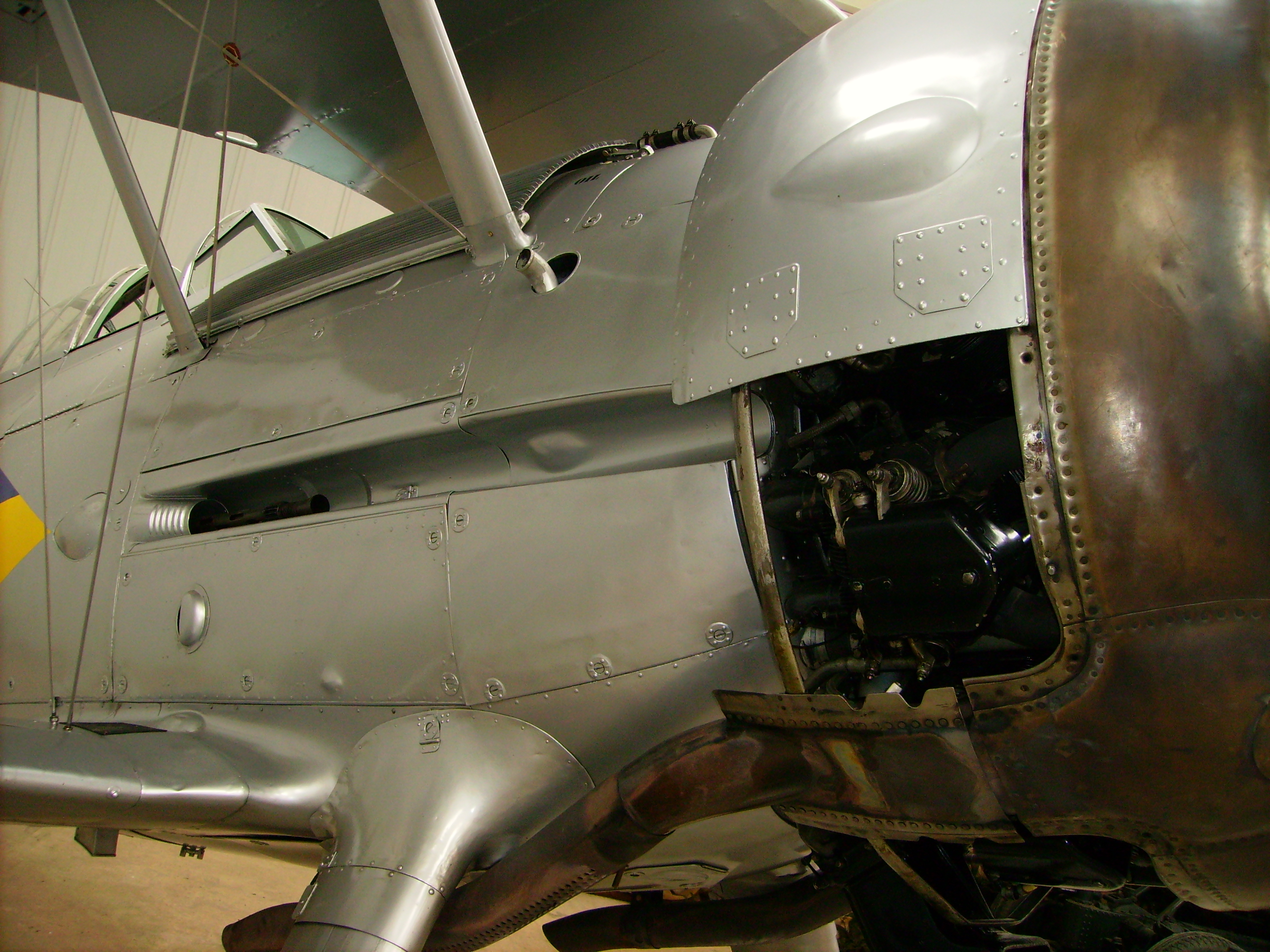
جسم طائرة مزودة بمدافع رشاش 0.303 بوصة.

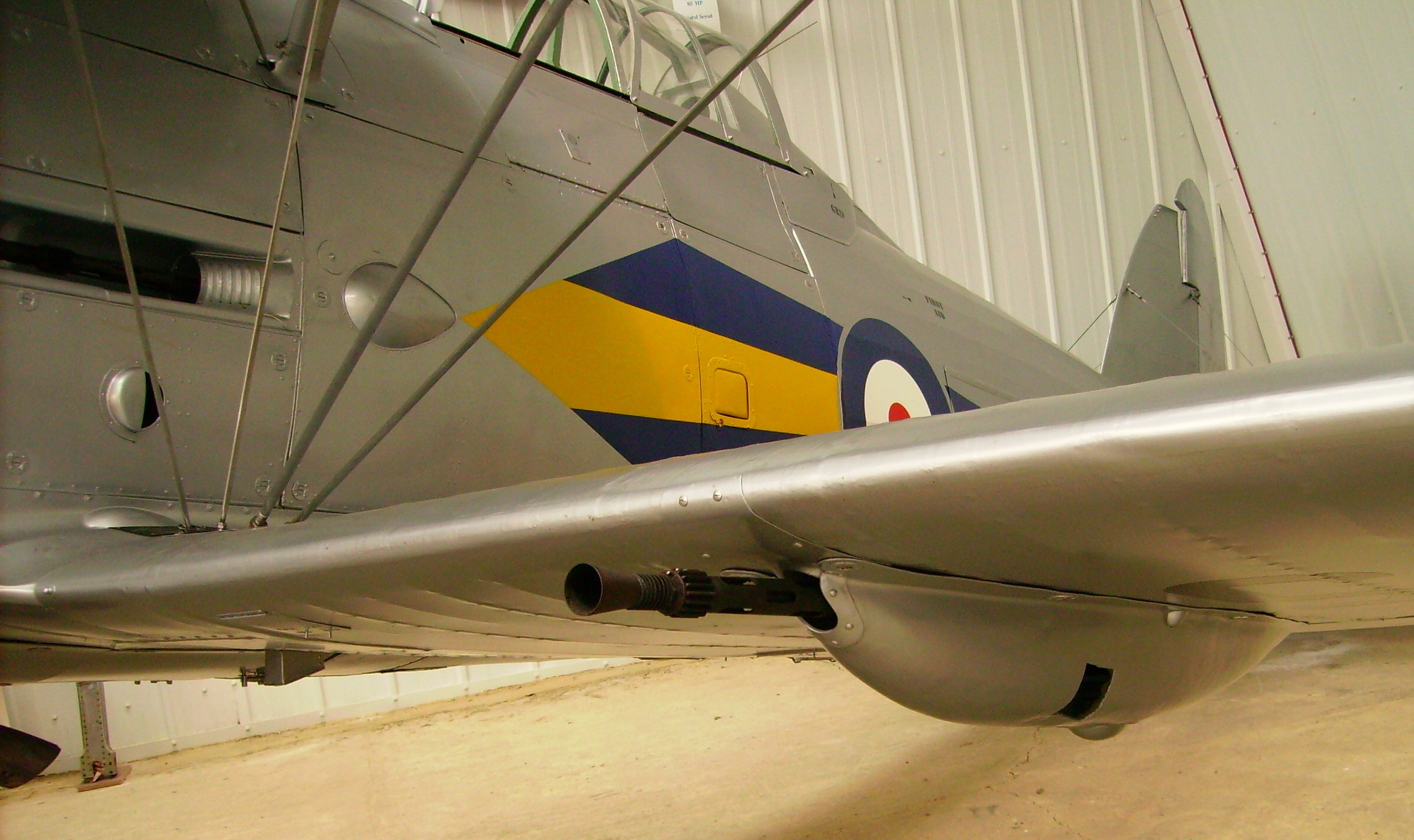
مدفع رشاش 0.303 بوصة موضوعة تحت الجناح السفلي.

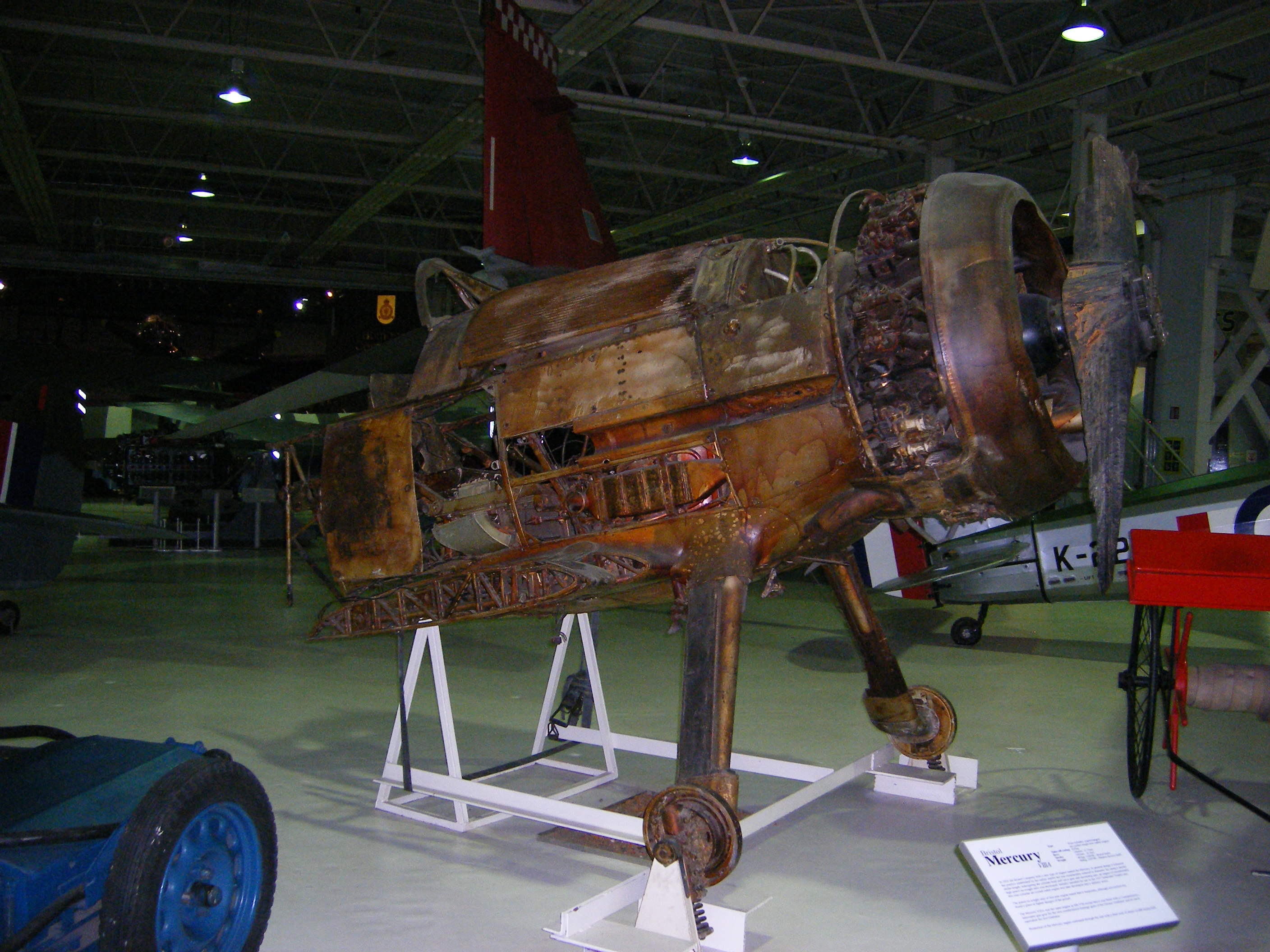
غلوستر غلاديتور ان5628. حُطمت بواسطة هجوم جوي ألماني، بينما كانت متواجدة فوق بحيرة ليشسكوجسواكنا المتجمدة في 28 أبريل 1940. غرقت الطائرة في مايو، وأنتشلت في 1968 بواسطة فريق غوص تابع.

لم تكن أي من طائرات سلاح الجو الملكي النرويجي قادرة على التحرك غربا قبل استسلام قوات البر الرئيسية النرويجية في 10 يونيو. استطاعت فقط طائرات الخدمة الجوية في الأسطول الملكي النرويجي (واحدة طراز إم.إف.11 و 4 من طراز هينكل إتش إي.115) الطيران من قواعدها في شمال النرويج إلىالمملكة المتحدة. استطاعت أيضا طائرتان من سلاح الجو، طرازفوكر سي.في.دي اس، وطائرة تايجر موث، الهروب إلى فنلندا قبل الاستسلام. علاوة على ذلك، حلقت ثلاثطائرات إم.إف.11 اس تابعة للأسطول وطائرة هينكل إتش إي.115 نحو فنلندا، وهبطوا على بحيرة سالميافي في بيتسامو. حلقت كل الطائرات النرويجية السابقة لاحقا بواسطة الفنلنديين ضد الاتحاد السوفيتي.

#### المعركة البريطانية
استُخدمت أيضا طائرات غلاديتور بواسطةالسرب 263 لسلاح الجو الملكي أثناء الشهرين المتبقيين من الحملة النرويجية. قبل الغزو الألماني للنرويج، كانت بريطانيا قد جهزت هذا السرب للقتال من خلال التدريب في بيئة منخفضة الحرارة. وصل السرب 263 لحاملة الطائرات إتش إم اس جلوريوس في 24 أبريل، وعملت لأول مرة من على مهبط بناه متطوعون نرويجيون على البحيرة المتجمدة ليشسكوجسواكنا فيأوبلاند في منتصف جنوب النرويج. في 25 أبريل، دمرت طائرتان غلاديتور طائرة هينكل إتش إي.115، وردت قاذفات القنابل الألمانية بهجمات انتقامية عديدة على مدرج الطائرات في ذلك اليوم، مما أدى لإصابة العديد من الطيارين على الأرض. بنهاية اليوم دمُرت 10طائرات غلاديتور في مقابل خسارة ثلاث طائرات ألمانية. بعد أقل من أسبوع كانت كل طائرات السرب خارج الخدمة، وتم اجلاء الأفراد إلى بريطانيا.
بعد إعادة التجهيز في بريطانيا، استكمل السرب 263 عملياته في النرويج، عندما عاد إلىشمال النرويج في 21 مايو، ليحلق من محطة بارديفوس الجوية ‏ بالقرب من نارفيك. في معركة نارفيك، عُزز السرب 263 بطائرات هوريكان من السرب 46 لسلاح الجو الملكي ‏، التي حلقت نحو مهبط طائرات في سكانلاند بعد أيام قليلة. أسقطت طائرات غلاديتور العديد من الطائرات الألمانية أثناء هذه المهمة. بسبب عدم مناسبة الأرض في سكانلاند، تحرك السرب 46 إلى بارديفوس أيضا وعمل من هذه القاعدة بحلول 27 مايو. طُلب من السربين التحرك للدفاع عن مرسى الأسطول في سكانلاند وقاعدة الأسطول النرويجي فيهارستاد على جزيرةهينويا، بالإضافة إلى منطقة نارفيك بعدما أُستعيدت. بجانب الواجبات الدفاعية الجوية أجرت طائرات غلاديتور في الأيام الأخيرة من شهر مايو هجمات أرضية تستهدف محطات السكك الحديدية، ومركبات العدو والمركبات الساحلية.
في 2 يونيو كان لقائد طائرة غلاديتور لويس جاكوبسن الفضل في تدمير ثلاثة طائرات هينكل إتش إي 111 اس مع التدمير المحتمل لطائرة يونكرز يو 88 بالإضافة لطائرة هينكل إتش إي 111، كل ذلك أثناء طلعة جوية واحدة. بشكل إجمالي، كانت المعركة البريطانية في مسرح الأحداث قصيرة لكنها مكثفة قبل الأسراب، ونتيجة لاستجابة الحكومة البريطانيللغزو الفرنسي، بدأت بالتجهيز للجلاء في 2 يونيو.
بحلول ذلك الوقت حلق السرب 263، 249 طلعة جوية دمر خلالها 26 طائرة للعدو. في السابع من يونيو، هبطت 10 طائرات غلاديتور على حاملة الطائرات إتش إن اس جلوريوس. أبحرت حاملة الطائرات جلوريوس إلى الوطن لكن تم اعتراضها بواسطةالبوارج الألمانية نيسناو وشارنهورست. برغم الدفاع الباسل الذي أظهرته المدمرتين إتش إم إس أكاستا ‏ وإتش إم اس أردينت ‏ المرافقين لحاملة الطائرات، إلا أنها أُغرقت بطائرات أربع أسراب. فقد السرب 26 القائد جون دبليو. دونادلسون وألفين تي. وليام بالإضافة لثمانية طيارين أخرين.

### بلجيكا
تكبدت طائرات غلاديتور البلجيكية خسائر فادحة من الألمان في معركة بلجيكا عام 1941، حيث فقدت كل طائراتها الخمسة عشر فيما تمكنت من تدمير طائرتين ألمانيتين فقط. خلال الحرب المزيفة السابقة، أطلقت دورية طائرات بلجيكية محايدة في أبريل 1940 النار علىقاذفة قنابل ألمانية طراز هينكل إتش إي 111، سقطت متحطمة في هولندا. تحطمت قاذفة القنابل الألمانية في4+دي4 طراز كامبفيشوادر 1 ‏، بواسطةالمقاتلات الفرنسية في موبيج فيفرنسا و تمت مطاردتها عبر الحدود البلجيكية.

### معركة بريطانيا
كانت غلوستر غلاديتور في الخدمة مع السرب 247 لسلاح الجو الملكي ‏ في معسكر سلاح الجو الملكي في روبوروف ‏ في ديفون أثناء معركة بريطانيا. على الرغم من أنه لم تُجرى أي طلعات جوية في ذروة المعارك الجوية، إلا أن طائرات غلاديتور التابعة للسرب 247 اعترضت طائرة هينكل إتش إي 111 في نهاية أكتوبر 1940، لكن بدون نتيجة. عملت طائرات غلاديتور التي استخدمها السرب 239 لسلاح الجو الملكي ‏ للتعاون العسكري فيمعركة بريطانيا، وكذلك طائرات غلاديتور المائية التي زُود بها سرب الأسطول الجوي 804.

### مسرح أحداث البحر الأبيض المتوسط والشرق الأوسط
في مسرح عمليات البحر الأبيض المتوسط في الحرب العالمية الثانية خلال عام 1940-1941، خاضتطائرات غلاديتور القتال مع أربعة من قوات الحلفاء:
- سلاح الجو الملكي البريطاني.
- سلاح جو جنوب أفريقيا.
- سلاح الجو اليوناني.

حقق ذلك بعض النجاح ضد القوات الجوية الإيطالية التي كانت مجهزة بطائراتفيات سي أر.32 وفيات سي أر.42 ثنائية السطح، وضد قاذفات قنابل القوات الجوية الألمانية. زعم  الطيار الجنوب أفريقي مارماديك «بات» باتل (الذي خدم مع سلاح الجو الملكي البريطاني)، أنه أسقط 15 طائرة باستخدام غلاديتور أثناء الحملة العسكرية على شمال أفريقيا وحملة اليونان، مما يجعله صاحب الرقم القياسي في سلاح الجو الملكي البريطاني في هذه الحرب.
كانت الحرب الأنجلو-عراقية عام 1941 فريدة من نوعها، حيث استخدم كل من سلاح الجو الملكي البريطاني والقوات الجوية الملكية العراقية طائرات غلاديتور كمقاتلتهم الأساسية. خاضت أيضا غلاديتور عمليات ضد فرنسا الفاشية فيسوريا.

#### مالطا

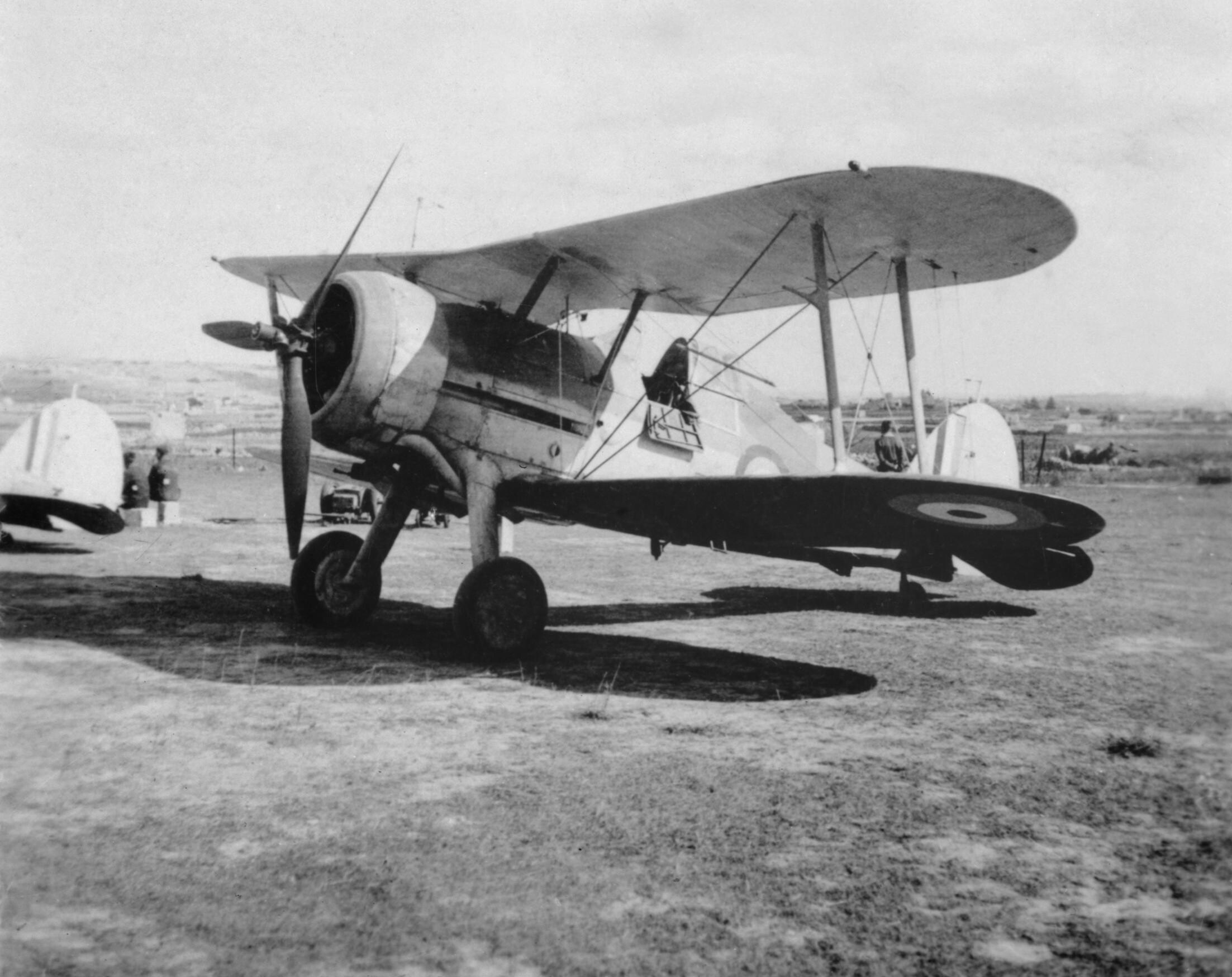
غلوستر غلاديتور المائية إم كيه 1 على مهبط مطار في مالطا، في سبتمبر 1940. أُعيد تجهيز الطائرة بمحرك بريستول ميركيري 15 ومروحة دافعة طراز هاميلتون ذات ثلاثة شفرات ذات زاوية ميل متغيرة.

وصلت مجموعة من 18 طائرة من غلاديتور المائية من سرب الجوية البحرية 802 بواسطةحاملة الطائرات إتش إم اس جلوريوس في وقت مبكر من عام 1940. شُحنت ثلاث طائرات للمشاركة في الحملة النرويجية، بينما أُرسلت ثلاث طائرات أخرى إلىمصر. بحلول أبريل، كانت مالطا في حاجة للحماية الجوية، وقد تقرر تشكيل وحدة عسكرية جوية من طائرات غلاديتور فيمطارهال فار لسلاح الجو الملكي، مكونة من أفراد منسلاح الجو الملكي وإدارة الطيران الفيدرالية. جُمعت العديد من طائرات غلاديتور المائية وأُجري لها اختبار طيران. في حصار مالطا في عام 1940 دافعت وحدة هال فار الجوية عن مالطا لمدة 10 أيام، مما خلق أسطورة أن ثلاثة طائرات تُسمى الإيمان والأمل والخير، شكلت الغطاء الجوي للدورية الجوية القتالية الكاملة للجزيرة. أُطلقت هذه الأسماء على الطائرات بعد المعركة. كان يعمل ما يزيد عن ثلاثة طائرات وإن لم يكن في نفس الوقت دائما، واستُخدمت طائرات أخرى لقطع الغيار. اتخذت الوحدة الجوية رقم 1435 لسلاح الجو الملكي، التي تولت الدفاع الجوي عن مالطا لاحقا، أسماء الإيمان والأمل والخير لطائراتها بعد إعادة تشكيل الوحدة كوحدة الدفاع الجوي في جزر فالكلاند في 1988.
كان ينبغي أن تهزم وحدات القوات الجوية الإيطالية المنتشرة ضد مالطا طائرات غلاديتور، لكن قدرتها على المناروة وتنظيماتها الجيدة أكسبتها العديد من الاشتباكات، وغالبا ما كانت تبدأ بالهجوم على قاذفات القنابل سافويا-مارشيتي اس إم.79 سبارفيرو قبل أن تستطيع المقاتلات المرافقةفيات سي أر.42 وماتشي إم سي 200 الرد على الهجوم. في 11 يزنيز 1940، حطمت غلاديتور طائرة ماتشي وفي 23 يونيو، استطاعت طائرة غلاديتور يقودهاجورج بيرجس، أن تسقط طائرة ماتشي إم سي.200. كانتيمبر وودز من الطيارين الناجحين أيضا في مالطا، حيث تمكن من اسقاط  طائرتين اس.79 اس وطائرتين سي أر.42 اس، ويُزعم أنه دمر طائرة ماتشي في 11 يونيو وطائرة اس.79 أخرى. أجبرت طائرات غلاديتور مقاتلات القوات الإيطالية على مرافقة قاذفات القنابل وطائرات الاستطلاع.  على الرغم من ذلك، فإن القوات الجوية الملكية الإيطالية قد بدأت عملياتها بتفوق عددي وجوي، وانعكس الموقف أثناء صيف عام 1940 بتدفق لطائرات هوريكان بأكبر سرعة ممكنة مما أدى إلى السيطرة تدريجيا على الدفاع الجوي للجزيرة.
بحلول شهر يونيو، تحطمت طائرتان غلاديتور وتم تجميع اثنين آخرين. سقطت الطائرة المسماة «الخير» في 31 يوليو 1940. كان قائدها الضابط الطيار بيتر هارتيلي، قد انطلق في تمام الساعة 9:45 بصحبة زميليه اف اف.تايلور وملازم الطيار «تيمبر» وودز، لاعتراض طائرة اس إم.79 كان يرافقها 9مقاتلات سي أر.42 اس من الوحدة 23. خلال قتال جوي، أسقطت طائرة سي أر.42 حلقت بواسطة الرقيب مانليو تارانتينو، طائرة جلايتور الخاصة بالطيار هارتيلي (الرقم التسلسي لها إن 5519)، وأحرقته بشدة. بينما أسقط الطيار وودز طائرة أنتوني شيودي قائد سرب الطائرات 75 ايه على بُعد 5 أميال شرق الميناء الكبير (مُنح بعد وفاته الميدالية الذهبية، والتي تعتبر أعلى وسام عسكري إيطالي). في مايو 2009، كانت كاسحات ألغام تابعة للناتو تبحث عن بقايا الطائرة المسماة «الخير» (ان 5531) وطائرات أخرى تحت المياه. دُمرت الطائرة المسماة بالأمل في مايو 1941 بواسطة نيران العدو وهي على الأرض. لم توثق حوالي 5 طائرات غلاديتور على الأقل من الطائرات التي شهدت الأحداث فيمالطا.

#### شمال أفريقيا

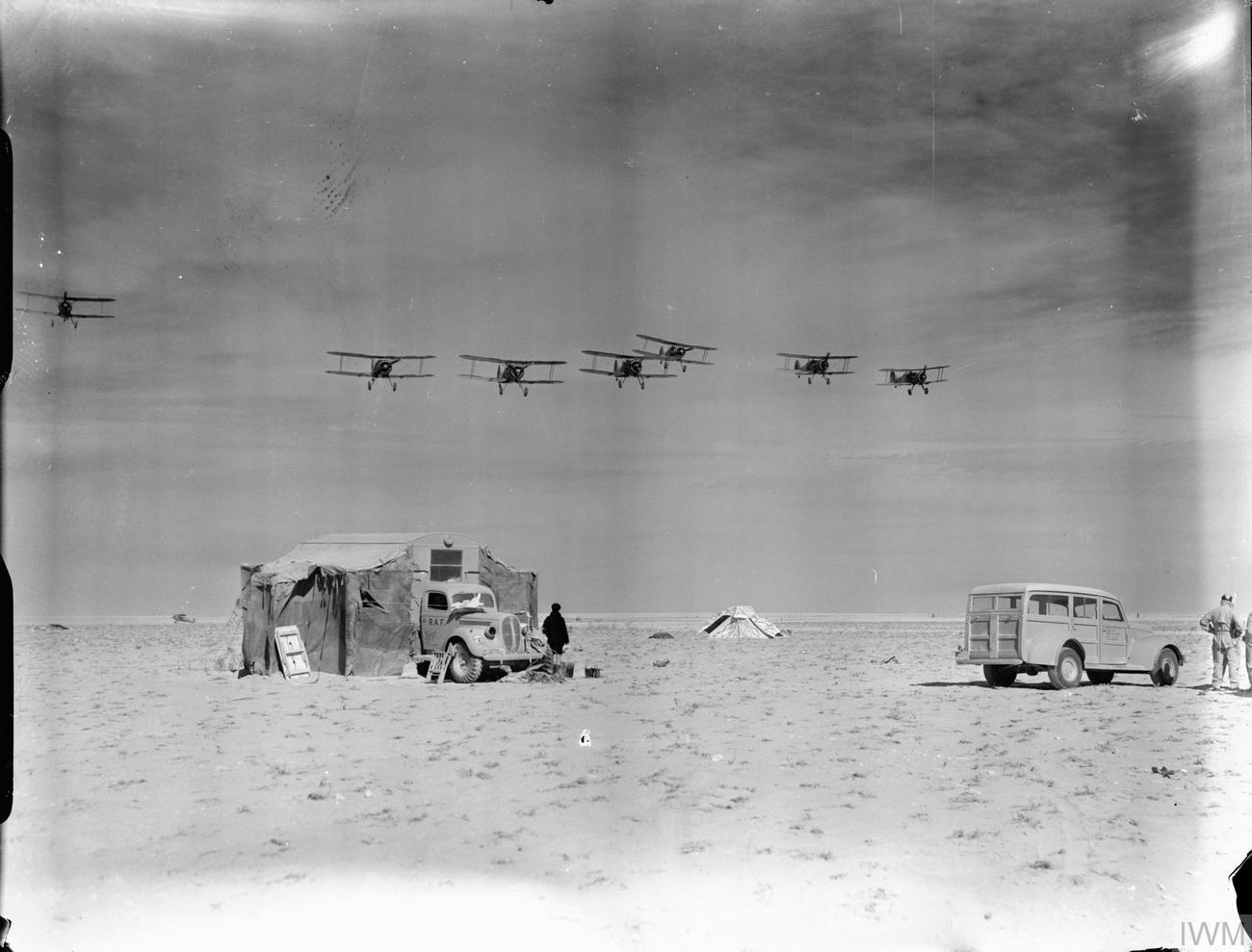
7 طائرات غلاديتور تابعة للسرب الثالث من القوات الجوية الملكية البريطانية، تحلق على مستوى منخفض ومتقاربة من بعضها فوق غرفة عملياتهم في مكان هبوطها بالقرب من السلوم في مصر في عام 1941.

في شمال أفريقيا، اضطرت طائرات غلاديتور لمواجهة الطائرات الإيطالية فيات سي أر.42 فالكوس، والتي كانت تتفوق تفوقا طفيفا على طائرات غلاديتور من حيث الأداء عند الارتفاعات العالية.
نشب أول قتال جوي بين الطائرات ثنائية السطح في  14 يونيو فوق أمسيات. حلق الملازم فرانكو لوتشيني من السرب 90 الوحدة 10 المجموعة 4، بطائرة سي أر.42 من طبرق، وأسقط طائرة غلاديتور وكان هذا أول اعتداء على القوات الجوية الملكية البريطانية في صحراء الحرب. في 24 يوليو، اشتبكت طائرات سي أر.42 اس وغلاديتور بعد الظهيرة فوق البردية. هاجم تشكيل مكون من 11 طائرة سي أر.42 من الوحدة 10 مدعوم بست طائرات من الوحدة 13، تشكيل بريطاني مكون من 9 طائرات بيلنهايم كانت تهاجم البردية، ورُد على الهجوم بواسطة 15 طائرة غلاديتور. هاجمت 5 طائرات غلاديتور من السرب 33 أربع طائرات سي أر.42 ودمرتها.
في 4 أغسطس 1940، اعترضت طائرات فياتثنائية السطح من السرب 160 ايه بقيادة ديليو فانالي، أربع طائرات غلاديتور قائدهم مارمادوك «بات» باتل (الذي أصبح من أكثر الطيارين فيقوات الحلفاء اسقاطا للطائرات بما يقارب 50 طائرة) كانت تهاجم طائرات بريدا با.65 ايه، بينما تهاجم المركبات المدرعة البريطانية. نجحت طائرات فيات في مباغتة طائرات غلاديتور في هذا القتال، وأسقطت منها ثلاث طائرات. قال ويكهام بارنيس (الذي نجى بعد فقده لطائرته غلاديتور في المعركة) أنه هُوجم بواسطةبريدا 65، بينما قال باتل انه هُوجم بواسطة با 65 وسي أر.42.
في 8 أغسطس 1940 أثناء قتال جوي آخر، هاجمت 14 طائرة غلاديتور من السرب 80، 16 طائرة فيات سي أر.42 من المجموعة 9 و10 للوحدة 4 (الوحدة الخفيفةللقوات الجوية الملكية الإيطالية)، بشكل مفاجئ فوق جبر صالح داخل منطقة تقع تحت السيطرة الإيطالية. قال الطيارون البريطانيون أنهم حققوا ما بين 13 إلى 16 انتصاراََ مؤكداََ ومابين 1 إلى 7 انتصاراََ محتملا ببينما فقدوا طائرتان غلاديتور. أظهرت المعركة مميزات طائرة غلاديتور عن سي أر.42، خاصة أجهزة الراديو التي ساهمت في تزويد الطائرة بإحداثيات الهجوم بللاضافة لتحقيق عنصر المفاجأة الأولية عند الهجوم، كما أظهرت تفوق أداء غلاديتور عند الارتفاعات المنخفضة على خصمها الإيطالي من حيث السرعة والقدرة على المناورة الأفقية. احتفل البريطانيون بالانتصار فيما لم يكن لدى الإيطاليين سوى الاعتراف بالهزيمة الثقيلة.
بشكل عام نتج عن اشتباك طائرات غلاديتور القليلة مع سي أر.42 المكافئة لها في جميع مسارح الاحداث، نسبة قتل 1.2 إلى 1 لغلاديتور، وتحققت نسبة مشابهة مع طائرات بي اف.109 وسبيتفاير فيمعركة بريطانيا، طبقا لمعظم المؤرخين. برغم ذلك، فإن طائرة غلاديتور (المجهزة للقتال الجوي) حققت نجاح قليل ضد قاذفات القنابل الإيطالية السريعة، حيث أسقطت حفنة قليلة منها فقط بينما تكبدت خسائر كبيرة في عملياتها، وكان ذلك أحد أسباب الاعفاء السريع للطائرة من الخدمة في الجبهة الأمامية. على الجانب الأخر كانت طائرة سي أر.42 ناجحة جدا ضد قاذفات القنابل البريطانية المبكرة، حيث استطاعت أن تصيب مئة منها والخروج بأقل الخسائر.

#### أفريقيا الشرقية
في أفريقيا الشرقية، تقرر أن القوات الإيطالية المتمركزة في إثيوبيا تشكل تهديداََ ضد محمية عدن الواقعة تحت الاحتلال البريطاني، لذلك تقرر أن مهاجمة القوات الإيطالية أمر واجب، وستقوم طائرات غلاديتور بمواجهة الطائرات الإيطالية ثنائية السطح: فيات سي أر.32 ثنائية السطح وسي أر.42 في 6 نوفمبر 1940. في الساعة الأولى من الهجوم البريطاني علىإثيوبيا، أسقطت مقاتلات فيات سي أر.42 التابعة للسرب 412 ايه والتي يترأسها القائد أنتونيو رافي، خمسة طائرات جلايتور من السرب 1 للقوات الجوية الجنوب أفريقية، وكان من بين الطيارين الإيطاليين ماريو فيسينتيني. من الناحية التكتيكية، أخطأت القوات الجوية الجنوب أفريقية بالاشتباك مع طائرات سي أر.42 بشكل مجزأ وليس بشكل جماعي، كما كانت منخفضة العدد بشكل كبير عن الطائرات الإيطالية.
في وقت مبكر من القتال، نفذت طائرات جلايتور التابعة للسرب 94، هجمات متعددة ضد القوات الإيطالية، وكانت الأهداف المستهدفة تشمل المطارات ومستودعات المؤن والطائرات. كما أُسند إليها مهمة الدفاع عن المجال الجويلعدن ليلاََ ونهاراََ، بالإضافة إلى تأمين سفن الشحن التابعة للحلفاء التي تعمل في المنطقة المجاورة من المحيط. كان الدور الأخير لها، عندما تسببت طائرة غلاديتور واحده، يقودها جوردون هايود، في استسلام وأسرالغواصة الإيطالية طراز أرشميدس والمسماة جاليلي جاليليو.
في 6 يونيو 1941، تبقى لدى القوات الجوية الإيطالية طائرتان فقط في الخدمة وهم: سي أر.32 وسي أر.42، لذلك أصبح التفوق الجوي أخيرا للطائرات غلاديتور وهوريكان. كان أخرقتال جوي لغلاديتور مع مقاتلة إيطالية في 24 أكتوبر 1941، وكان مع طائرة سي أر.42 للقائد تينينتي مالافولتي. أقلع الطيار الإيطالي لقصف المطارات البريطانية في دابات وأدي أركاي. طبقا للمؤرخ الإيطالي نيكو سجارلاتو فإن طائرة سي أر.32 أُعترضت بواسطة ثلاث طائرات غلاديتور، نجحت في إسقاط اثنين منهما لكنها أُسقطت في النهاية وقُتل الطيار. يقول مؤرخون آخرون أن مالافوتي استطاع فقط أن يطلق النيران على طائرتي غلاديتور قبل أن تسقط طائرته.
وفقا لجوستافسون فإن طيارالقوات الجوية الجنوب أفريقية (رقم 47484 في) الملازم لانسلوت تشارلز هنري «بادي» وطائرته الملقبة بالأمل، سارع باعتراضطائرة سي أر.42 (إم إم 7117) في مطار دابات، بالهجوم عليها من أعلى واطلاق النيران من على بعد 300ياردة. برغم أنطيار سي أر.42 قام بمراوغات شديدة إلا أن لانسلوت اقترب لمسافة 20 ياردة واستمر بإطلاق النيران حتى سقطت الطائرة بعيدا. كان هناك وميض لهب لفترة قصيرة وسقطت أخر طائرة إيطالية يتم إسقاطها في شرق أفريقيا بشكل دائري حتى ارتطمت بالأرض واشتعللت فيها النيران بالقرب من أمبازو. عُثر عللى حطام الطائرة في اليوم التالي، وكان الطيار في المقصورة مفارقاَََ للحياة. أسقطت طائرة الأمل رسالة في المواقع الإيطالية، جاء فيها: «تحية لطيار الفيات. لقد كان رجلاََ شجاعاََ. القوات الجوية الجنوب أفريقية.»، ووضحت دفاتر تسجيل الخدمة للكومنولث في المنطقة أنها لم تتعرض لأي خسائر في هذا التاريخ. وضحت الميدالية الذهبية للشجاعة العسكرية التي نالها مالافوتي بعد وفاته أنه أسقط طائرة غلاديتور وأجبر أخرى على الارتطام بالأرض، لكنه أُسقط بواسطة طائرة غلاديتور ثالثة. كان هذا الانتصار الأخير في معركة جوية في حملة شرق أفريقيا.

#### اليونان
تصاعد التوتر بين اليونان وإيطاليا منذ 7 أبريل 1939 عندما احتلت القوات الإيطالية ألبانيا. في 28 أكتوبر 1940، وجهت إيطاليا إنذاراََ أخير إلى اليونان التي رفضته رسميا، لتقوم إيطاليا بشن حرب عليها بعد ساعات قليلة معلنة بدء الحرب اليونانية الإيطالية.
أرسلت بريطانيا مساعدة لليونانين المحاصرين متمثلة في السرب 80 لسلاح الجو الملكي، الذي وصلت عناصر منه إلى تريكالا بحلول 19 نوفمبر. في نفس ذلك اليوم، ظهرت طائرات غلاديتور بشكل مفاجئ لتعترض مجموعة طائرات إيطالية مكونة من 5 طائرات سي أر.42 فيكورتيزا، ولم تعد منهم إلى القاعدة سوى طائرة واحدة فقط. في 27 نوفمبر هاجمت سبع طائرات غلاديتور ثلاث طائرات فالكوس وأسقطت الطائرة القائدة التي كان طيارها القائد ماسفالدي قائد السرب 364 ايه. في 28 نوفمبر، أُسقط طائرة القائد جرافر، قائد السرب 365 ايه أثناء قتال سقطت فيه سبع طائرات، أربعة منهم كانت بريطانية. في 3 ديسمبر، دُعمت طائرات غلاديتور بطائرات من السرب 112 لسلاح الجو الملكي. في اليوم التالي، نشب اشتباك بين 20 طائرة غلاديتور و10 طائرات سي أر.42 نتج عنه تحطم 5 طائرات، اثنان منهم إيطاليين. بعد هدنة استمرت لمدة أسبوعين، استئنف السرب 80 عملياته في 19 ديسمبر 1940. في 21 ديسمبر، اعترضت 20 طائرة غلاديتور قوة مكونة من 15 طائرة سي أر.42 فالكوس، أسقطت اثنتين منهم وخسرت طائرتين. بعد أيام قليلة، تم اعتراض مجموعات عديدة من قاذفات القنابل الإيطالية سافويا-مارشيتي اس إم.79 وسافويا-مارشيتي اس إم.81، مع انتصارات مزعومة.
واحدة من أكثر اشتباكات غلاديتور الجديرة بالملاحظة في الحرب كلها، وقعت على الحدود بين ألبانيا واليونان في 28 فبراير 1941. اشتبكت قوة مختلطة من 28 طائرة غلاديتور وهوريكان بشدة مع 50 طائرة إيطالية، ونتج عن ذلك سقوط أو تدمير شديد لما لا يقل عن 27 طائرة إيطالية. أسقطتطائرة غلاديتور واحدة قائدها الطيار مارمادوك «بات» باتل، خمسة طائرات أثناء مناوشة واحدة.
تحرك السرب 112 بأكمله إلى إلفسينا بنهاية يناير 1941، وبنهاية الشهر التالي تسلم طائرات غلاديتور التابعة للسرب 80 بعد أن تحول لاستخدام هوكر هوريكان. في 5 أبريل، اجتاحت القوات الألمانية اليونان وسرعان ما حققت تفوقاََ جوياََ. قامت طائرات غلاديتور بتغطيةقوات الحلفاء أثناء تراجعها قبل التحرك إلى كريت خلال الأسبوع الأخير من أبريل. حقق السرب 112 انتصارات مزعومة على طائرات ثنائية المحرك قبل الجلاء إلىمصر أثناء معركة كريت.

#### الحرب الأنجلو عراقية

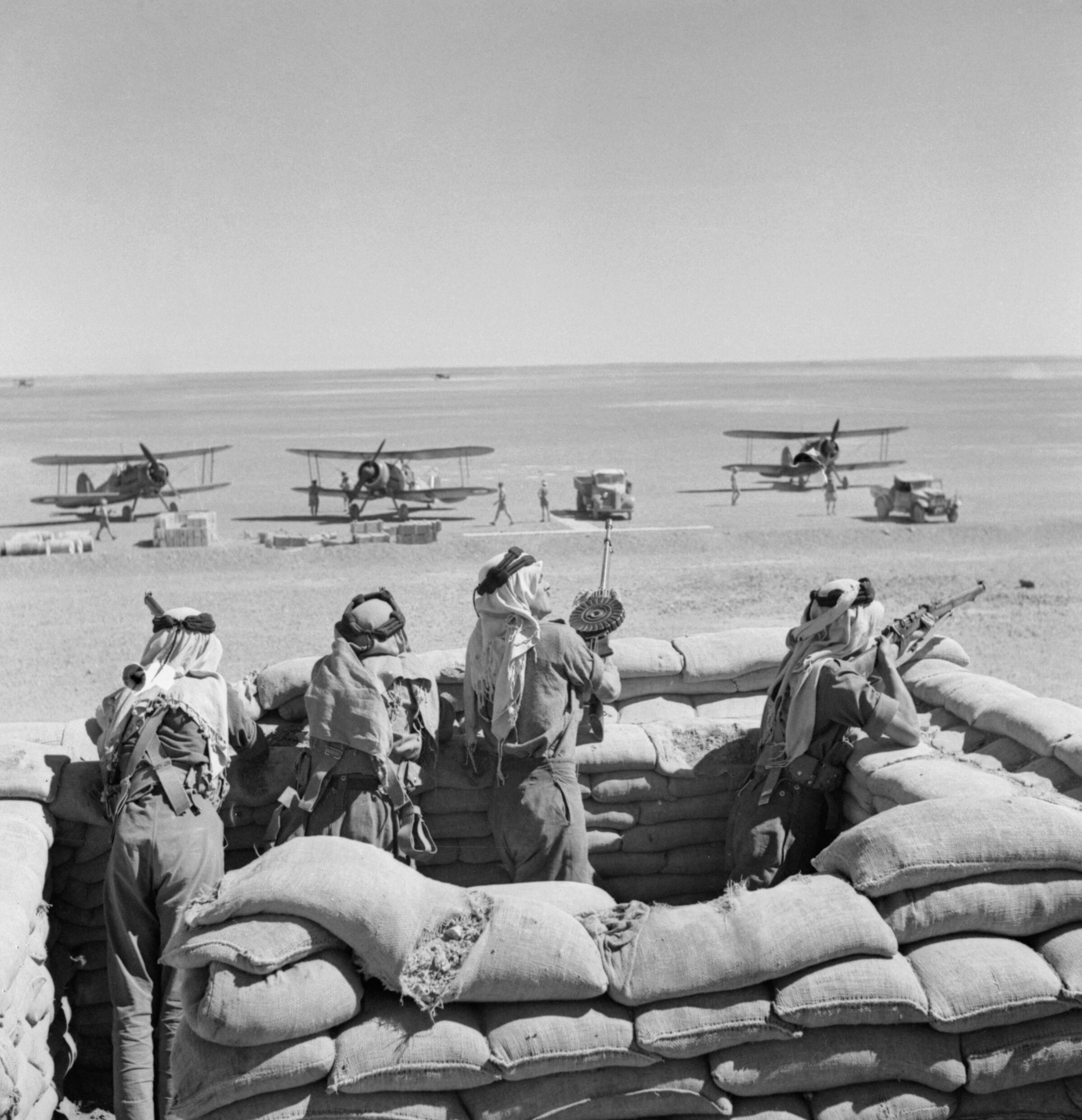
الفيلق العربي يحمي طائرات غلوستر التابعة للسرب رقم 94 من القوات الجوية الملكية البريطانية في مكان الهبوط بمحطة الضخ اتش 4 في الأردن.

تدربتالقوات الجوية الملكية العراقية وجُهزت بواسطة البريطانيون قبل الاستقلال في عام 1932. أحد نتائج هذا التجهيز كان هيمنة الطائرات بريطانية الصنع على مخزون القوات الجوية الملكية العراقية من الطائرات في عام 1941. تكون السرب رقم 4 وهو السرب الوحيد للقوات الجوية الملكية العراقية، من 7 طائرات غلاديتور فيقاعدة راشد الجوية.
في 2 مايو 1941، ردا على الحصار المنشأ بزيادة عدد القوات العراقية على محطة الحبانية لسلاح الجو الملكي البريطاني وعلى طلبات الحكومة العراقية الثورية، شنت القوات الجوية الملكية البريطانية هجوماَََ لكسر هذا الحصار. شاركتطائرات غلاديتور العراقية في الهجمات على القاعدة الجوية البريطانية، حيث هاجمتها بشكل متكرر لكن غير فعال. على الرغم من تدمر عدد كبير من طائرات القوات الجوية الملكية العراقية في الجو وعلى الأرض في الأيام التالية، إلا أن  طائرات غلاديتور العراقية استمرت بالطيران حتى نهاية الحرب، منفذة هجمات انتقامية على سرية من كتيبة واحدة منفوج إسيكس على أطراف بغداد في 30 مايو.
قبل اندلاع القتال في العراق، شغلت مدرسة الخدمة التدريبية الرابعة في سلاح الجو الملكي البريطاني في الحبانية ثلاث طائرات غلاديتور قديمة كطائرات متجولة. مع زيادة التوتر، دُعمت القاعدة بست طائرات غلاديتور أخرى في 19 أبريل، قادمة من مصر.  خلال المرحلة المبكرة من الحرب، نفذت طائرات غلاديتور التسعة طلعات جوية كثيرة ضد أهداف جوية وأرضية، وكانت تقلع من قاعدة مطار بولو الجوية. دُعمت قوة طائرات غلاديتور في سلاح الجو الملكي البريطاني في العراق بعد ذلك في 11 مايو، عندما وصلت 5 طائرات أخرى لكن هذه المرة من السرب 94 لسلاح الجو الملكي في الإسماعيلية المتواجد على قناة السويس. وصل اخر دعم من طائرات غلاديتور في 17 مايو على هيئة 4 طائرات أخرى من السرب 94.
خلال القتال، دُمرت طائرة غلاديتور الوحيدة العاملة في 5 مايو عندما أُسقطت طائرة غلاديتور عراقية فوقبعقوبة أثناء مهمة حراسة لقاذفة قنابل. كان الانتصار الوحيد لطائرات غلاديتور العراقية خلال الحرب اسقاط طائرةفيكرز ويلينجتون بمشاركة اطلاق ناري أرضي في 4 مايو. أثبتت طائرات غلاديتور التابعةلسلاح الجو الملكي البريطاني فعالية ضد الطائرات العراقية، التي قد تم تعزيزها بطائرات دول المحور.
بعد انقلابه على الملك فيصل الثاني، ناشد رئيس الوزراء راشد علي الجيلاني في وقت مبكر من أبريل 1941، ناشد رئيس الوزراء راشيدعلي الكيلاني ألمانيا وإيطاليا لممساعدته في صد أي اعتداءات بريطانية. استجابة لذلك، أرسل الألمان قوة من سلاح الجو الألماني بألوان الشعارات العراقية تحت مسمى نشرة قيادة العراق، وبدات العمل في 14 مايو من الموصل. قبل ان تنهار هذه القوة نتيجة لنقص الامدادات وجنود التكميل وجودة الوقود والهجمات العدوانية لسلاح الجو الملكي البريطاني، قاتلت طائرتان غلاديتور زوج من طائرة بي اف.110 اس الألمانية فوق مطار رشيد في بغداد في 17 مايو، وسقطت كلتا الطائرتين الألمانيتين بسرعة.
أرسلت القوات الجوية الملكية الإيطالية قوة مكونة من 12 طائرة فيات سي أر.42، وصلت إلىالعراق في 23 مايو. بعد مرور 6 أيام، اعترضت طائرات سي أر.42 طائرة هوكر أوداكس التابعة لسلاح الجو الملكي البريطاني وطائرات غلاديتور المرافقة لها ليكون ذلك أخرقتال جوي في الحملة القصيرة. قال الطيارون الإيطاليون انهم أسقطوا طائرتين غلاديتور من السرب 94، لكن سقطت طائرة فيات واحدة بواسطة غلاديتور يقودها وايتمان بالقرب من خان نقطة. تبع ذلك نهاية العمليات القتالية في العراق، وسلم السرب 94 طائرات غلاديتور التابعة له إلى وحداتالقوات الجوية الجنوب أفريقية وسلاح الجو الملكي البريطاني. استمر العراقيون في تشغيل ما تبقى من طائرات غلاديتور التي ظل بعضها يُستخدم حتى قرب نهاية 1949،  واستُخدمت هذه الطائرات كما قيل في قيادة مهمات الهجوم البري ضدالأكراد.

#### سوريا
بعد نهاية قتال العراق قررت بريطانيا أن تغزوسوريا الواقعة تحت سيطرة فرنسا الفاشية، لتمنع سقوط المنطقة تحت السيطرة الألمانية المباشرة. كان الفرنسيون في سوريا قد دعموا التمرد العراقي ماديا وسمحوا للطائرات الألمانية باستخدام مطاراتهم من أجل عملياتها على العراق. شهد شهرالحملة السورية اللبنانية -يوليو 1941- قتال شديد في البر والجو حتى أعلنت السلطات الفرنسية في سوريا استسلامها في 12 يوليو 1941. في معركة واحدة بين القوات الجوية الملكية البريطانية والقوات الجوية الفرنسية الفاشية في 15 يونيو 1941، هُجمت 6 طائرات غلاديتور بنفس العدد من طائراتديويتين دي.520 ثنائية السطح. في معركة مرتبكة، فقد كلا الطرفان طائرة حيث سقطت واحدة وتحطمت الأخرى بشدة. أسقط الطيار الفرنسي بير لجولان طائرة غلاديتور لتصبح الطائرة الخامسة عشر التي يسقطها. اصطدم لُجولان بأرض قاعدته الجوية وتحطمت طائرته دي.520.
في وقت متأخر من منتصف عام 1941، قدم رئيس أركان القوات الجوية الملكية البريطانية 21 طائرة غلاديتور، جُمعت من رحلات أرصاد جوية واتصالات متعددة في الشرق الأوسط، إلى قائد القوات الجوية في مستعمرات المضيق في سنغافورة لتعزيز دفاعات المستعمرة ضد التهديد الياباني الناشئ. رُفض العرض بالإضافة لتعزيزات لاحقة مكونة من طائراتهوكر هوريكان.

### عمليات في أماكن أخرى
زُودتالقوات الجوية الأيرلندية بأربع طائرات غلاديتور في 9 مارس 1939. في 29 ديسمبر 1940، انطلقت طائرتان غلاديتور أيرلندية من بالدونيل لاعتراض طائرة يونكرز 88 الألمانية التي تحلق فوق دبلن في مهمة استطلاع فوتوغرافية، لكنهم لم يكونا قادرين على الاتصال معها. على الرغم من عدم القدرة على اعتراض أي طائرة متطفلة، إلا أن طائرات غلاديتور الأيرلندية أسقطت العديد من المناطيد الحاجزة البريطانية التي تحطمت من مراسيها. لوقت قصير في عام 1940، صدر أمر للطيارين الأيرلنديين باستخدام طائراتهم لسد مدارج المطارات. بعد ذلك كانوا متأهبين لاطلاق النيران على أي غزاة. حلقت طائرات غلاديتور أيضا كثيرا فوق موقع غرق سفينة الركاب اس اس أثينا في عام 1939، وقدمت المساعدة إلى العسكرية الأيرلندية. أطلقت سفن الأسطول الملكي النيران على سرب الطائرات بشكل منتظم، وبالتالي انسحبت طائرات غلاديتور الأيرلندية.
استخدمتالقوات الجوية الألمانية طائرات غلاديتور اللاتيفية كقاطراتللطائرات الشراعية مع مجموعة تكميلية من لانكن باخ بالقرب من هاناو حلال شهر 3 عام 1942.
أجرت طائرات غلاديتور التابعة للقوات الجوية الملكية البريطانية مهام غير قتالية بعد أن أصبحت بالية، مثل مهام الأرصاد الجوية وعملت في مناطق عديدة في أفريقيا والشرق الأوسط وأوربا حتى وقت متأخر من علم 1944. بحلول نهاية الحرب، تبقت الطائرات السليمة وبيع العديد منها سريعا. بيعت طائرتان بشكل خاص إلى في.إتش. بيلامي الذي كون طائرة غلاديتور صالحة للطيران من أجزاء الطائرة رقم ال 8032 وإن 5903 التي أصبحت المثال الوحيد لهذا النوع في مثل هذه الحالة.

### النهاية
كانت القوات الجوية الفرنسية آخر من يستخدم طائرة غلوستر غلاديتورثنائية السطح في القتال. حققت غلاديتور آخر انتصار لها تحت أمرة السلطةالفنلندية. خلال حرب الاستمرار ضد السوفيت، ساندت طائرات غلاديتور تقدم الجيش الكاريلي نحو بحيرة لادوجا. في 15 فبراير 1943 رصد الملازم الأول هاكن سترومبرج من السرب 16 (فنلندا)، اقلاع طائرة بوليكاربوف أر-5 السوفيتية خلال مهمة استطلاعية على طول سكك حديد مورمانسك بينالبحر الأبيض وبحيرة أونيجا في كاركيجارفي. هاجمها سترومبرج وأسقطها في الغابة بالقرب من مطارها لتنفجر مرتين.

## الأنواع
- اس اس.37

نموذج أولي.
- غلاديتور 1

شُغلت بمحرك بريستول ميركيري 9 الشعاعي،  البالغة قدرته 840 حصان (627 كيلو وات) والمُبرد بالهواء. سُميت الطائرة جيه 8 في القوات الجوية السويدية وتسلمتها في 1937-1938. صُنع منها 378طائرة.
- غلاديتور 2

شُغلت بمحرك بريستول ميركيري 8 ايه الشعاعي المُبرد بالهواء.سُميت الطائرة جيه 8 ايه في القوات الجوية السويدية وتسلمتها في 1938-1939. صُنع منها 270 طائرة.
- غلاديتور المائية المؤقتة

طائرة مقاتلة أحادية المقعد ثنائية السطح تابعة للأسطول الملكي، عُدلت من غلاديتور 2 بمجموع 38 طائرة. زُودت بخطاف ذيل. الأرقام التسلسلية لها: إن 2302 - إن 2265.
- غلاديتور المائية

طائرة مقاتلة أحادية المقعد ثنائية السطح تابعة للأسطول الملكي، صُنع منها 60 وحدة. زًودت بخطاف ذيل ومساحة لتخزين زورق. الأرقام التسلسلية: إن 5500 - إن 5574.

## المشغلون

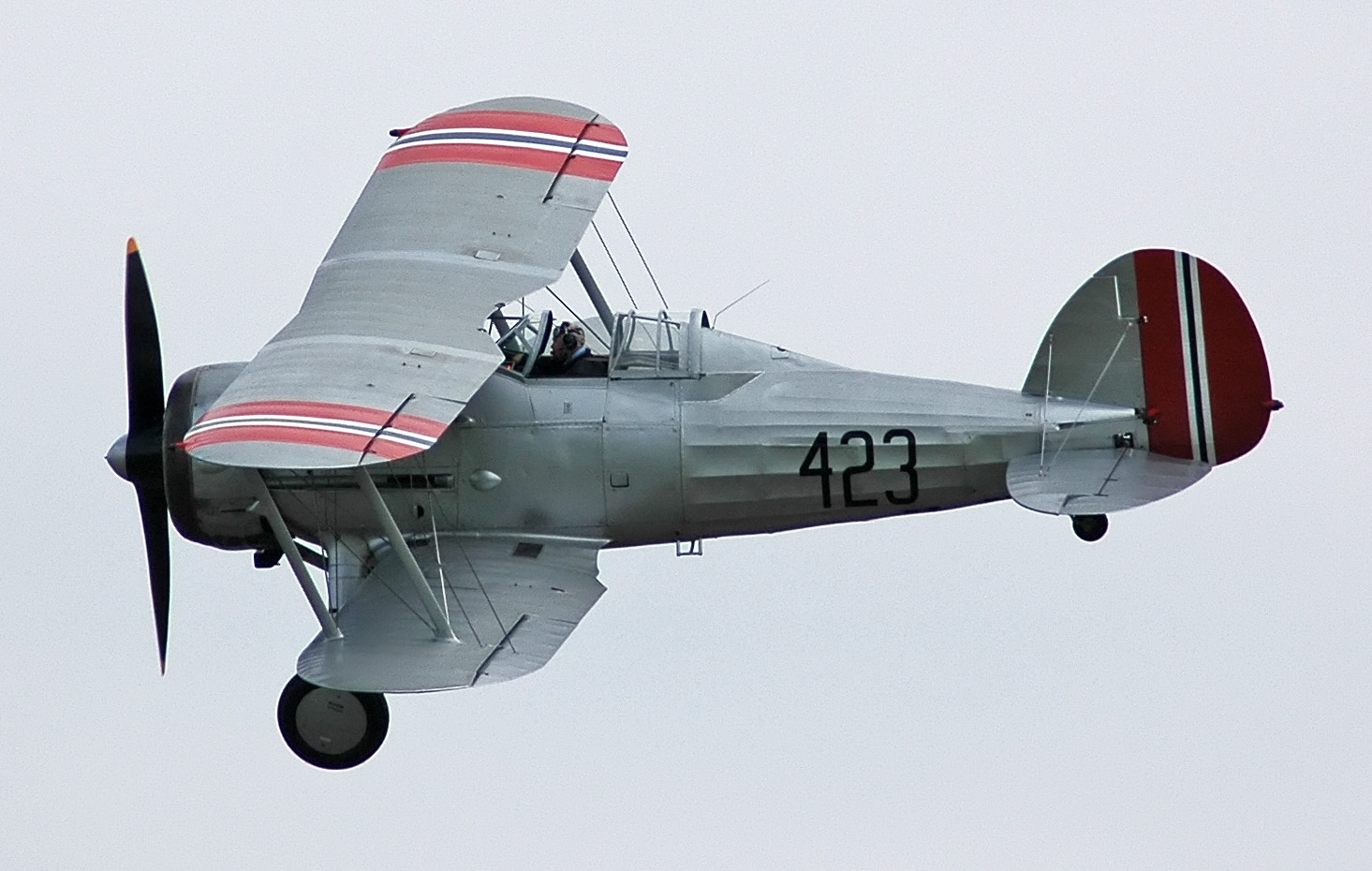
غلاديتور 1 في سلاح الجو النرويجي في مرحلة ما قبل الحرب العالمية الثانية.

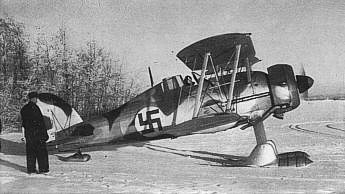
طائرة غلاديتور المقاتلة التابعة للقوات الجوية السويدية المتطوعة، من السرب الجوي اف 19، وعليها علامات القوات الجوية الفنلندية.

- أستراليا
- بلجيكا
- الصين
- مصر
- فرنسا الحرة
- فنلندا
- ألمانيا
- اليونان
- العراق
- أيرلندا
- لاتفيا
- &ليتوانيا
- النرويج
- البرتغال
- رومانيا
- جنوب أفريقيا
- الاتحاد السوفيتي
- السويد
- المملكة المتحدة

## الطائرات الناجية

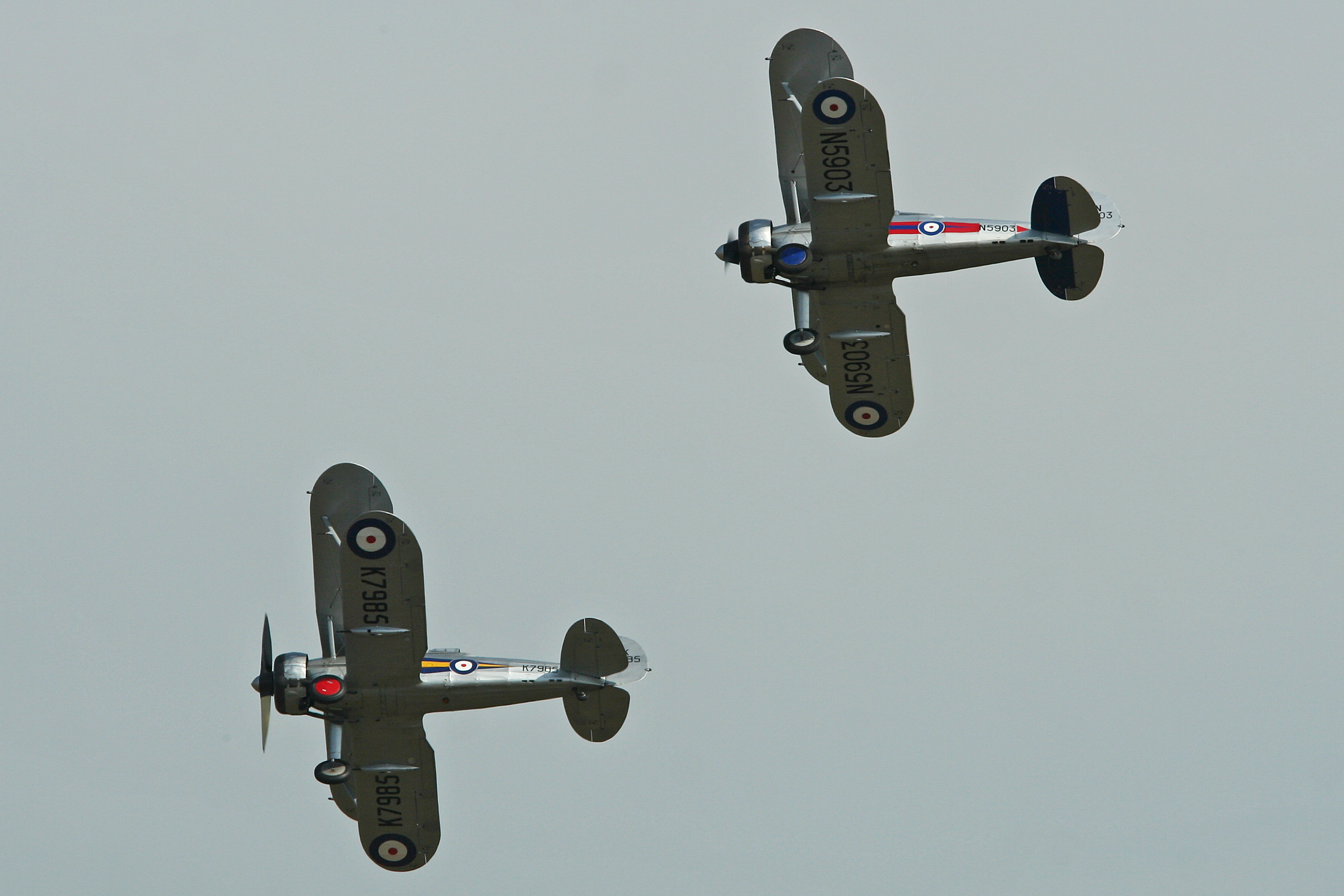
غلاديتور إل 8032 (مسجلة مدنيا باسم جي-أمرك) مملوكة لإدارة شاتلوورث، وغلاديتور إن 5902 (جي-جلاد) المملوكة لمجموعة فايتر، يحلقان في تشكيل (2013).

حُفظت طائرات غلاديتور في تجميعة شاتلورث وتجميعة فايتر في  متحف الحرب الإمبراطوري دوكسفورد ومتحف طائرة العمر (في غلوسترشير في المملكة المتحدة) ومتحف الحرب القومي في مالطا  ومتحف سلاح الجو الملكي البريطاني (فيهيندون وكوسفورد في المملكة المتحدة). حُفظت طائرة غلاديتور إم كيه 1 سويدية في ركن حرب الشتاء في متحف القوات الجوية السويدية في مالمن خارج لينشوبينج، السويد.

### النرويج
يضم متحف الطيران النرويجي في مجموعته غلاديتور 2، الرقم التسلسلي إن5641، استخدمها السرب 263 وتُركت عند بحيرة ليشسكوج أثناء عملية تراجع السرب. اشترى الطائرة مزراع محلي وحفظها في 1960 عندما أُحضرت إلى المتحف للترميم. 

### مالطا

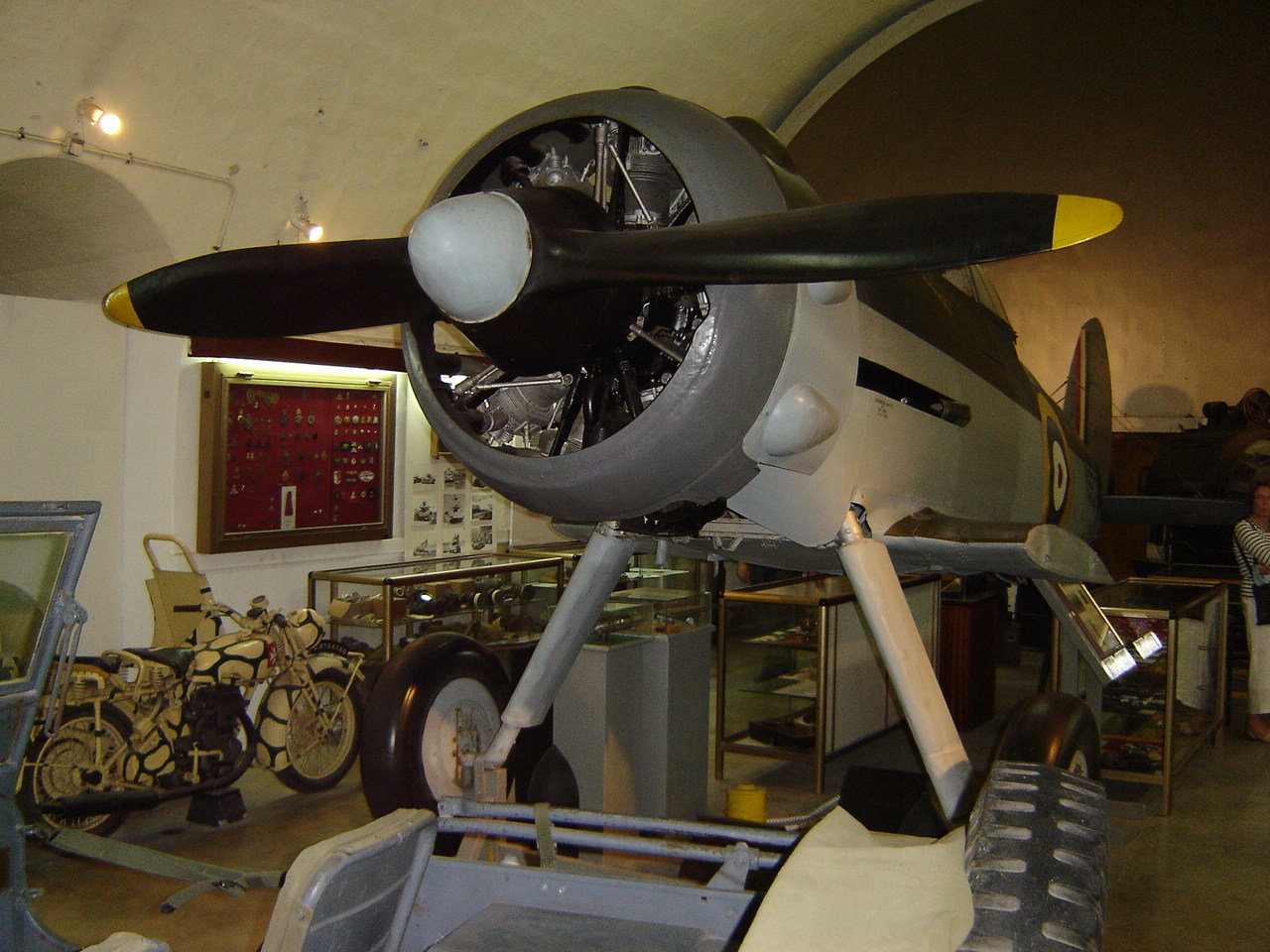
هيكل الطائرة إن5520، فورت سانت إلمو ،مالطا (2006)

عُرض هيكل طائرة غلاديتور (إن5520) الوحيدة الناجية من معركة هار فار الجوية والتي سُميت فيما بعد بالايمان، لشعب مالطا في 1943. يُعرض جسم الطائرة المتبقى في متحف الحرب في فورت سانت إلمو في فاليتا. أظهر بحث أُجري على هيكل الطائرة أنه دُمج فيه أجزاء من طائرة غلاديتور واحدة أخرى على الأقل. يحاول متحف طيران مالطا منذ 2005 حيازة غلاديتور المتبقية من متحف الحرب، حيث يقول أن هذا المتحف يفتقد للتأمين الكافي لحفظ الموروثات التراثية القيمة. في معركة غلاديتور الجوية في حظيرة مالطا التذكارية في تاقلعي، أظهر متحف الطيران خبرة فائقة في إعادة ترميم الطائرة ونجح في الحصول على زوج من الأجنحة وأجزاء أخرى لغلاديتور. دُعم هذا الطلب في نوفمبر 2008 عندما نشرت جريدة مقالة تقول فيها أن الطائرة في حالة سيئة جدا وتقترب للحد الذي لن تجدي الصيانة معه شيئاََ.

## اقتباسات
لم تُصنع طائرات غلاديتور القديمة من الصلب المضغوط مثلما صُنعت طائرة هوريكان وسبتفاير. احتوت الأنواع القديمة على أجنحة من قماش مشدود مغطاه بورنيش بلاستيكي غير قابل للاشتعال، ويوجد تحتها مئات من العصي الصغيرة الرفيعة من نفس النوع الذي يُستخدم للإشعال. يقول روالد داهي في قصته القصيرة «قطعة من الكعكة» ضمن مجموعة قصصه القصيرة «حكاية سكر هنري المدهشة وست قصص أخرى»: «إذا قال رجل ذكي أنه سيصنع شيئاً كبيراً سيشتعل أفضل وأسرع من أي شئ آخر في العالم، فانه سوف يصنع شيئاً شبيه جداً بغلاديتور».

### أبطال غلاديتور
أكثر طياري غلاديتور تحقيقا للانتصارات حلقوا بها في  شمال أفريقيا واليونان، وسجلوا معظم نجاحاتهم ضد طائرات القوات الجوية الملكية الإيطالية. كان الطيار الملازم بات باتل من السرب  80، أكثر طيار تسجيلا للانتصارات، حيث حقق  15.5 انتصاراً جوياُ مؤكداً (بعيداً عن قتلاه الذين تجاوز عددهم الخمسين) بالإضافة إلى 4 احتمالات تحطم و6 تضررت. يأتي في المركز الثاني الطيار ويليام تشيري فال من السرب 33 والسرب 80، بعشرة عمليات قتل منفرد وعملية واحدة مشتركة و1.5 طائرة أُتلفت. حقق الطيار الملازم جوي بي فراسر من السرب 112 والطيار الرقيب دون اس جريجوري من السرب 33 والسرب 80، كل انتصاراتهم (9.5 و8 على الترتيب) بالتحليق بغلاديتور. أسقط الطيار الرقيب سي إي «كاس» كاسبولت من السرب 80، 7.5 طائرة للعدو (بالإضافة لاحتمال تدمر واحدة و1.5 أُتلفت). أحرز طيار رودسيا الطيار سيزار هال 5 انتصارات من الثمانية التي حققها، باستخدام غلاديتور أثناء الحملة النرويجية في 1940، وشملت أربع انتصارات في نفس الطلعة بعد الظهيرة. كان سيزار هو الطيار القائد لقوات الحلفاء في هذه الحملة.

## مواصفات (غلوستر غلاديتور إم كيه 1)

مساقط طائرة غلاديتور إم كيه 1.

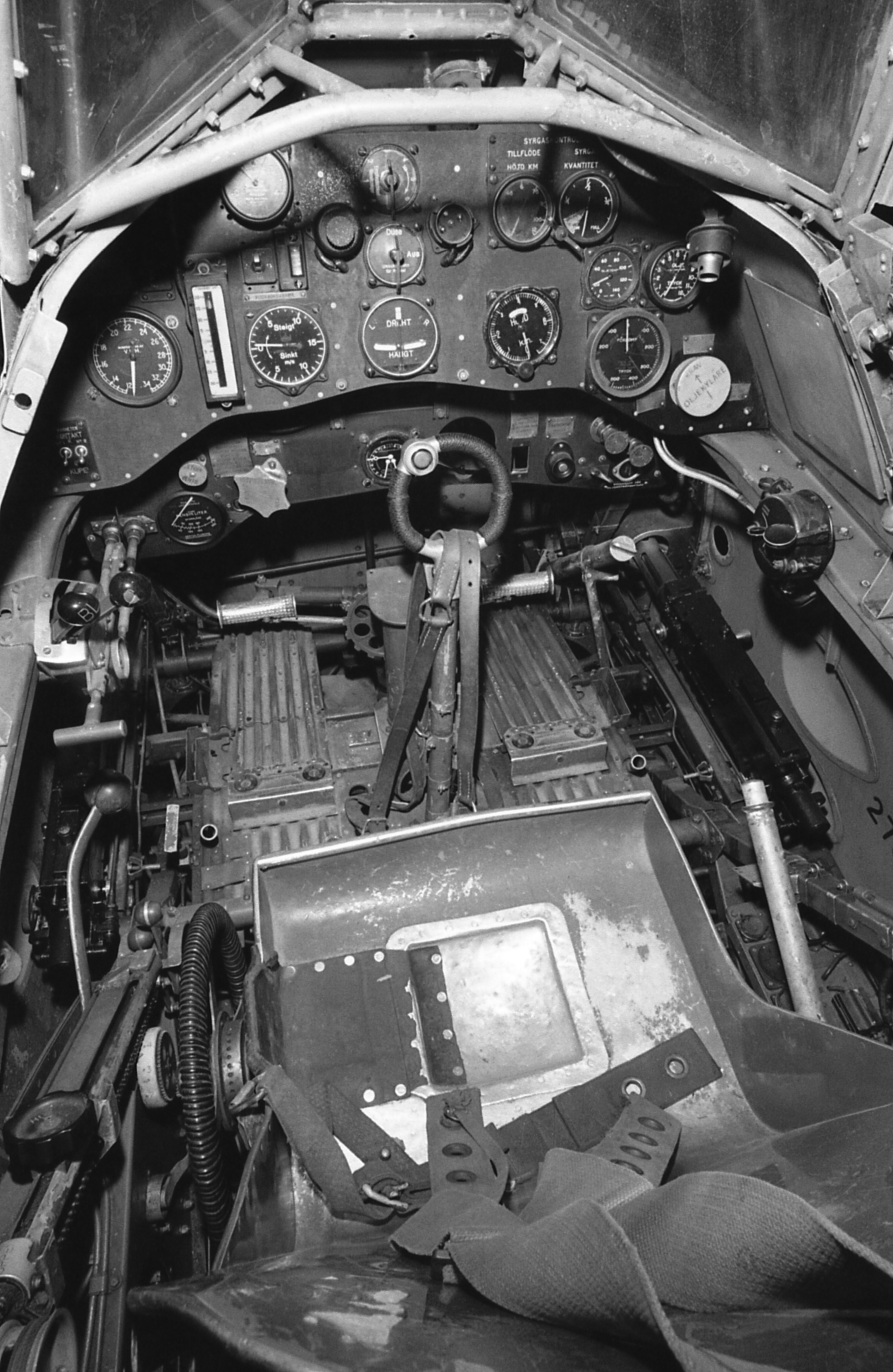
مقصورة غلاديتور

## مواصفات عامة
- عدد أفراد الطاقم: 1
- الطول: 8.36 متر
- مدى الجناح: 8.83 متر
- الارتفاع: 3.58 متر
- مساحة الجناح: 30 متر مربع
- الوزن الفارغ: 1462 كجم
- الوزن المحمل: 2088 كجم
- المحرك: بريستول ميركيري 9 الشعاعي، 830 حصان (619 كيلو وات)

### الأداء
- السرعة القصوى: 263 ميل/ساعة (220 عقدة، 407 كم/ساعة) عند ارتفاع 14500 قدم (4400 متر).
- في سبييدس: 210 ميل/ساعة.[95]
- سرعة التعطل: 53 ميل/ساعة (46 عقدة، 85 كم/ساعة).
- التحمل: ساعتين.[95]
- سقف التحليق: 32800 قدم (10000 متر).
- معدل الارتفاع: 2300 قدم/دقيقة (11.7 متر/ثانية).[95]
- زمن الارتفاع إلى 10000 قدم (3050 متر): 4.75 دقيقة.

### التسليح
- البنادق:

1. الطائرات الأولية: احتوت على مدفعين رشاش فيكرز 0.303 بوصة بمعدات تزامن موضوعين على جانبي الطائرة، ومدفعين رشاش لويس 0.303بوصة كل واحد منهما موضوع تحت جناح سفلي.
2. الطائرات الأخيرة: 4 مدافع رشاش براونينج إم 1919 عيار 0.303 بوصة، يوضع اثنين منهما متزامنين على جانبي الطائرة ويوضع واحد تحت كل جناح سفلي.

في بعض طائرات غلاديتور المائية يوجد مدفعين رشاش براونينج احتياطي مثبتين أسفل الأجنحة العلوية، ليصبح بذلك العدد الكلي 6 مدافع رشاش. لم تكتمل تجارب اطلاق الخدمة الرسمية قبل استبدال طائرات غلاديتور المائية بأنواع أخرى لاحقة، لكن ربما استُخدمت بعض مدافع رشاش براونينج المثبتة في الاجنحة العلوية في ساحات القتال، خصوصا في مالطا.

## مزيد من القراءة
- Ministry of Information. The Air Battle of Malta, The Official Account of the RAF in Malta, June 1940 to November 1942. London: His Majesty's Stationery Office, 1944.
- Barber, Mark. The British Fleet Air Arm in World War II. Oxford, UK: Osprey Publishing, 2008. ISBN 978-1-84603-283-7.
- Belcarz, Bartłomiej and Robert Pęczkowski. Gloster Gladiator, Monografie Lotnicze 24 (in Polish). Gdańsk, Poland: AJ-Press, 1996. ISBN 83-86208-34-1
- Bierman, John and Colin Smith. The Battle of Alamein: Turning Point, World War II. New York: Viking, 2002. ISBN 0-670-03040-6.
- Crawford, Alex. Gloster Gladiator. Redbourn, UK: Mushroom Model Publications, 2002. ISBN 83-916327-0-9.
- Cull, Brian and Paul Sortehaug. Hurricanes over Singapore – RAF, RNZAF and NEI Fighters in Action against the Japanese over the Island and the Netherlands East Indies, 1942. London, UK: Grub Street, 2004. ISBN 1-904010-80-6.
- Emiliani, Angelo, Giuseppe F. Ghergo and Achille Vigna. Regia Aeronautica: I Fronti Africani(in Italian). Parma: Ermanno Albertelli editore, 1979.
- Fodor, Denis J. The Neutrals (Time-Life World War II Series). Des Moines, Iowa: Time-Life Books, 1982. ISBN 0-8094-3431-8.
- Goulding, James and Robert Jones. "Gladiator, Gauntlet, Fury, Demon".Camouflage & Markings: RAF Fighter Command Northern Europe, 1936 to 1945. London: Ducimus Books Ltd., 1971
- Green, William and Gordon Swanborough. WW2 Aircraft Fact Files: RAF Fighters, Part 1. London: Macdonald and Jane's, 1978. ISBN 0-354-01090-5.
- Gustavsson, Håkan and Ludovico Slongo. Desert Prelude: Early Clashes, June–November 1940. Hampshire UK: MMP/Stratus White Star No. 9107, 2010. ISBN 978-83-89450-52-4.
- Gustavsson, Håkan and Ludovico Slongo. Gladiator vs. CR.42 Falco 1940-41. Midland House, West Way, Botley, Oxford /New York, Osprey Publishing, 2012. ISBN 978-1-84908-708-7.
- Harrison, W.A. Gloster Gladiator in Action. Carrollton, Texas: Squadron Signal, 2003. ISBN 0-89747-450-3.
- Kennedy, Michael. Guarding Neutral Ireland. Dublin: Four Courts Press, 2008. ISBN 978-1-84682-097-7.
- Keskinen, Kalevi and Kari Stenman. Hurricane & Gladiator (Suomen Ilmavoimien Historia 25) (bilingual Finnish/English). Espoo, Finland: Kari Stenman, 2005. ISBN 952-99432-0-2.
- Ketley, Barry, and Mark Rolfe. Luftwaffe Fledglings 1935–1945: Luftwaffe Training Units and their Aircraft. Aldershot, UK: Hikoki Publications, 1996. ISBN 978-0-951989-920.
- Jackson, Robert. The Forgotten Aces: The Story of the Unsung Heroes of World War II. London: Sphere Books, 1989. ISBN 978-0-7474-0310-4.
- James, Derek N. Gloster Aircraft since 1917. London: Putnam, 1971. ISBN 0-370-00084-6.
- Ketley, Barry. French Aces of World War 2. Oxford, UK: Osprey Publishing, 1999. ISBN 978-1-85532-898-3.
- Lumsden, Alec. "On Silver Wings – Part 19". Aeroplane Monthly, Vol. 20, No, 4, Issue 228, April 1992, pp. 8–14.ISSN 0143-7240
- Lyman, Robert. Iraq 1941: The Battles for Basra, Habbniya, Fallujah and Baghdad. Oxford, UK: Osprey Publishing, 2006. ISBN 1-84176-991-6.
- Mason, Francis K. British Fighters of World War Two, Volume One. Windsor, Berkshire, UK: Hilton Lacy Publishers Ltd., 1969. ISBN 0-85064-012-1
- Mason, Francis K. The Gloster Gladiator. London: Macdonald, 1964.
- Mason, Francis K. The Gloster Gladiator. Leatherhead, UK: Profile Publications, 1966.
- Matricardi, Paolo . Aerei Militari: Caccia e Ricognitori (in Italian). Milan: Mondadori Electa, 2006.
- Neulen, Hans Werner. In the Skies of Europe. Ramsbury, Marlborough, UK: The Crowood Press, 2000. ISBN 1-86126-799-1.
- Patri, Salvatore.L' ultimo Sparviero dell'impero Italiano: A.O.I. 1940–1941 (in Italian). Rome: IBN editore 2006
- Pacco, John. "Gloster Gladiator Mk I" Belgisch Leger/Armee Belge: Het Militair Vliegwezen/l'Aeronautique Militare 1930–1940 (bilingual French/Dutch). Aartselaar, Belgium: J.P. Publications, 2003, pp. 56–59. ISBN 90-801136-6-2.
- Poolman, Kenneth. Faith, Hope and Charity: Three Biplanes Against an Air Force. London: William Kimber and Co. Ltd., 1954. (First pocket edition in 1958.)
- Rawlings, John D.R. Fighter Squadrons of the RAF and Their Aircraft. London: Macdonald and Jane's, 1969. (Second edition 1976.) ISBN 0-354-01028-X.
- Rimell, Ray. Battle of Britain Aircraft. Hemel Hempstead, Hertfordshire, UK: Argus Books, 1990. ISBN 1-85486-014-3.
- Sgarlato, Nico. Fiat CR.42 (in Italian). Parma: Delta Editrice, 2005
- Shores, Christopher and Brian Cull with Nicola Malizia. Malta: The Hurricane Years. London: Grub Street, 1987. ISBN 0-948817-06-2
- Spencer, Tom. Gloster Gladiator (Warpaint Series No.37). Luton, UK: Warpaint Books, 2003. OCLC 78987788.
- Stenman, Kari and de Jong, Peter. Fokker D.XXI Aces of World War 2. Oxford, UK: Osprey Publishing, 2013. ISBN 978-1-78096-062-3.
- Thetford, Owen. Aircraft of the Royal Air Force 1918–57. London:Putnam, 1957.
- Thetford, Owen. "On Silver Wings – Part 20". Aeroplane Monthly, Vol. 20 No. 5. Issue 229, May 1992, pp. 8–15.ISSN 0143-7240
- Thomas, Andrew. Gloster Gladiator Aces. Botley, UK: Osprey Publishing, 2002. ISBN 1-84176-289-X.
- Thomas, Andrew. "Oriental Gladiators: The combat debut for the Gloster biplane." Air Enthusiast #121, January/February 2006, pp. 73–75.Thomas, Andrew. "Oriental Gladiators: The combat debut for the Gloster biplane." Air Enthusiast #121, January/February 2006, pp. 73–75.
- Weal, John. He 111 Kampfgeschwader in the west. Oxford, UK: Osprey Publishing, 2012. ISBN 978-1-84908-670-7.
- Williams, Anthony G. and Dr. Emmanuel Gustin. Flying Guns: World War II. Ramsbury, Marlborough, UK: The Crowood Press, 2003. ISBN 978-1-84037-227-4.
- Zbiegniewski, Andre R. 112 Sqn "Shark Squadron", 1939–1941 (bi-lingual Polish/English text). Lublin, Poland: Oficyna Wydawnicza Kagero, 2003. ISBN 83-89088-55-X.

## وصلات خارجية
- متحف سلاح الجو الملكي البريطاني
- معركة بريطانيا
- مركز موارد الطيران البريطاني-مواصفات غلوستر غلاديتور
- أرشيف الذراع الجوي-غلوستر غلاديتور المائية
- غلوستر غلاديتور
- متحف طيران مالطا
- طائرات الإيمان والأمل والخير
- شعارات ومظهر غلاديتور
- أبطال الطائرات ثنائية السطح الإيطالية: الطيار مانيلو مارتيني
- أبطال الطائرات ثنائية السطح في الكومنولث
- أبطال الطائرات ثنائية السطح الإيطالية: الطيار فرانكو لوتشيني

## مقاطع فيديو
- بداية تشغيل محرك غلوستر غلاديتور
- وثائقي عن طائرات الإيمان والأمل والخير خلال الحرب العالمية الثانية
- غلوستر غلاديتور إم كيه 2 إن 5903 محفوظة تقلع وتؤدي استعراض جوية في عام 2013